# دير سانت كاترين
دير سانت كاترين أو سانت كاترين دير (بالعربية: دير القدّيسة كاترين)، دير القديسة كاترين للقدس المقدس أو (بالإنجليزية: God-Trodden Moun Sinai)‏ (باليونانية: Ιερά Αυτόνομος Βασιλική Μονή Αγίας Αικατερίνης του Αγίου και Θεοβαδίστου Όρους Σινά)‏، هو دير أرثوذكسي شرقي يقع في شبه جزيرة سيناء، عند مصب مضيق عند سفح جبل سيناء أسفل جبل كاترين أعلى الجبال في مصر، بالقرب من مدينة سانت كاترين، مصر. سمي الدير على اسم كاترين الإسكندرانية.

وهو أقدم دير مسيحي مأهول بالسكان بشكل مستمر في العالم، يعد مزارا سياحيا كبيرا، حيث تقصده أفواج سياحية من جميع بقاع العالم، وهو معتزل، يديره رئيس الدير وهو أسقف سيناء، والذي لا يخضع لسلطة أية بطريرك أو مجمع مقدس ولكن تربطه علاقات وطيدة مع بطريرك القدس لذلك فإن اسم بطريرك القدس يذكر في القداسات، على الرغم من أن الوصاية على الدير كانت لفترات طويلة للكنيسة الأرثوذكسية الروسية، ورهبان وكهنة الدير من اليونانيين وليسوا عربًا أو مصريين، شأنهم شأن أساقفة كنيسة الروم الأرثوذكس في القدس التي يسيطر عليها اليونانيين من عهود طويلة. وأسقف سيناء يدير إلى جانب الدير الكنائس والمزارات المقدسة الموجودة في جنوب سيناء في منطقة الطور وواحة فيران وطرفة.

## تاريخ الدير
بني الدير بناء على أمر الإمبراطورة هيلين أم الإمبراطور قسطنطين، ولكن الإمبراطور جستنيان هو من قام فعلياً بالبناء بين أعوام 545م ليحوي رفات القديسة كاترين التي كانت تعيش في الإسكندرية.
يأتي أقدم سجل للحياة الرهبانية في جبل سيناء من مجلة السفر التي كتبها باللاتينية امرأة حاجّة تُدعى إيجيريا (إيثريا؛ القديسة سيلفيا من آكيتين) حوالي 381 / 2–386.
تم بناء الدير بأمر من الإمبراطور جستنيان الأول (527-565)، وهو يحوي مصلى بوش المحترق (المعروف أيضًا باسم «كنيسة سانت هيلين») أمر ببنائه الإمبراطورة كونسورت هيلانة، والدة قسطنطين الكبير، في الموقع الذي من المفترض أن يكون موسى قد رأى فيه الأدغال المشتعلة. يُزعم أن الشجيرة الحية على الأرض هي التي رآها موسى. هيكليا الدير ملك آخر الجمالون هو أقدم المعروف على قيد الحياة سقف الجمالون في العالم. الموقع مقدس للمسيحية والإسلام واليهودية.
خلال القرن السابع، تم القضاء على مرافقي سيناء المسيحيين المعزولين: بقي الدير المحصن فقط. لا يزال الدير محاطًا بالتحصينات الضخمة التي حافظت عليه. حتى القرن العشرين، كان الوصول يتم من خلال باب مرتفع في الجدران الخارجية. منذ بداية الحملة الصليبية الأولى، أثار وجود الصليبيين في سيناء حتى عام 1270 اهتمام المسيحيين الأوروبيين وزاد عدد الحجاج الجريئين الذين زاروا الدير. كان الدير مدعوماً من قبل التبعيات التابعة له في مصر وفلسطين وسوريا وكريت وقبرص والقسطنطينية.
يشكل الدير، إلى جانب العديد من التبعيات في المنطقة، كنيسة سيناء بأكملها، التي يرأسها رئيس أساقفة وهو أيضًا رئيس الدير. الوضع الإداري الدقيق للكنيسة داخل الكنيسة الأرثوذكسية الشرقية غامض: من قبل البعض، بما في ذلك الكنيسة نفسها، ويعتبر الأوتكيفاليك، من قبل الآخرين على الحكم الذاتي الكنيسة تحت الولاية القضائية لل كنيسة الأرثوذكسية اليونانية القدس. يتم تكريس رئيس الأساقفة تقليديًا من قبل بطريرك القدس للروم الأرثوذكس؛ أقام عادة في القاهرة في القرون الأخيرة. خلال فترة الحروب الصليبية التي اتسمت بالمرارة بين الكنائس الأرثوذكسية والكاثوليكية، كان الدير يرعاه كل من الأباطرة البيزنطيين وحكام مملكة القدس ومحاكمهم.
في 18 أبريل / نيسان 2017، أدى هجوم شنه تنظيم الدولة الإسلامية على نقطة تفتيش بالقرب من الدير إلى مقتل شرطي وإصابة ثلاثة من ضباط الشرطة.

## قصة القديسة كاترين
تقول القصة أن القديسة كاترين، التي كانت من عائلة أرستقراطية وثنية، ولدت بالإسكندرية عام 194م وكانت تسمى «زوروسياوكانت»، وكانت مثقفة وجميلة، رغبها الكل لجمالها ورفضت الجميع وآمنت بالمسيحية أثناء اضطهاد الإمبراطور مكسيميانوس واتهمته علنًا بقيامه بالتضحيات للأصنام أما هو فقد أمر 50 خطيبًا من جميع أنحاء إمبراطوريته لكى يقنعوها ولكن على العكس ما كان ذلك فقد اعتنق هؤلاء المسيحية. وبعد مرور حوالى ثلاث قرون من وفاة كاترينا ظهرت رفاتها المقدسة في حلم أحد رهبان الدير الذي كان قد أقامه الإمبراطور جستنيان فنقلت هذه الرفات ووضعت في هيكل الكنيسة بصندوق رخمى بجانب الهيكل الرئيسي وما زال الطيب المنساب من رفات القديسة يشكل أعجوبة دائمة وأصبح الدير يعرف باسمها من القرن الحادي عشر. وتوجد كنيسة بالإسكندرية باسمها.

## القيمة الأثرية
- يحتوي الدير على كنيسة تاريخية بها هدايا قديمة من ملوك وأمراء منها ثريات من الفضة وبه بئر يقولون عنه أنه بئر موسى، كما أنه قد بني حول شجرة يقال أنها شجرة موسى التي اشتعلت بها النيران فاهتدى إليها موسى ليكلم ربه، ويقولون عنها أنه جرت محاولات لاستزراعها خارج الدير ولكنها باءت بالفشل وأنها لا تنمو في أي مكان آخر خارج الدير.
- الدير يمثل قطعة من الفن التاريخي المتعدد، فهناك الفسيفساء العربية والأيقونات الروسية واليونانية واللوحات الجدارية الزيتية والنقش على الشمع وغيره.
- كما يحتوي الدير على مكتبة للمخطوطات يقال أنها ثاني أكبر مكتبات المخطوطات بعد الفاتيكان، ونزل للزوار وبرج أثري مميز للأجراس. ويقوم على خدمة الدير بعض أفراد من البدو.
- إضافة لرفات القديسة كاترين، توجد بالدير (معضمة) تحوي رفات جميع الرهبان الذين عاشوا في الدير ومسموح بالزيارة من الصباح الباكر وحتى الظهر بعد ذلك يغلق أبوابه أمام الزوار ليتفرغ الرهبان لواجباتهم الدينية.
- يلتزم جميع السياح الغربيين وغيرهم بالاحتشام في الملبس عند دخول الدير، وتتوفر هناك أثواب فضفاضة يرتديها من أراد من الناس قبل دخولهم الدير.
- المدخل الوحيد للدير كان باب صغير على ارتفاع 30 قدم، وقد صمم لحماية الدير من الغرباء والدخلاء، حيث كان الناس يرفعون ويدلون بصندوق يحركه نظام من الروافع والبكرات. أما الآن فهناك باب صغير أسفل سور الدير.

## التقاليد المسيحية
خلال سجن كاثرين جاء أكثر من 200 شخص لرؤيتها، بمن فيهم زوجة ماكسينتيوس فاليريا ماكسيميلا. كلهم اعتنقوا المسيحية واستشهدوا فيما بعد. حكم الإمبراطور الغاضب على كاثرين بالموت على عجلة تكسير شائكة، لكنها تحطمت عند لمسها. أمر ماكسينتيوس بقطع رأسها. أمرت كاثرين ببدء الإعدام. مادة شبيهة بالحليب تتدفق من رقبتها بدلاً من الدم.

على الرغم من أنه يُعرف عمومًا باسم سانت كاترين، إلا أن الاسم الرسمي الكامل للدير هو دير الإله ترودن جبل سيناء المقدس. عيد شفيع الدير هو عيد التجلي. أصبح الدير موقعًا مفضلاً للحج.

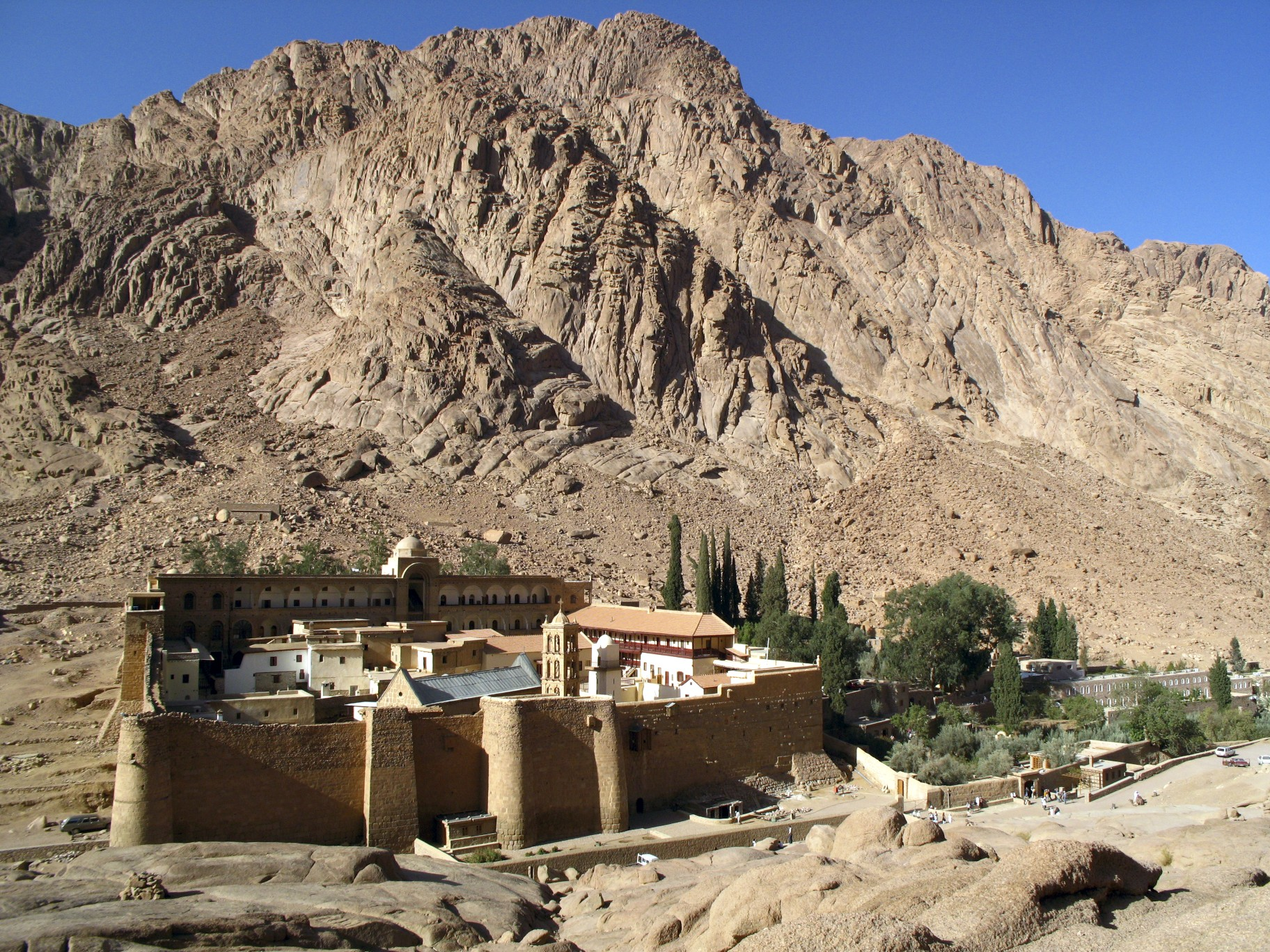
دير القديسة كاترين مع قمة الصفصاف (التي تُعتبر تقليديًا جبل حوريب) في الخلفية
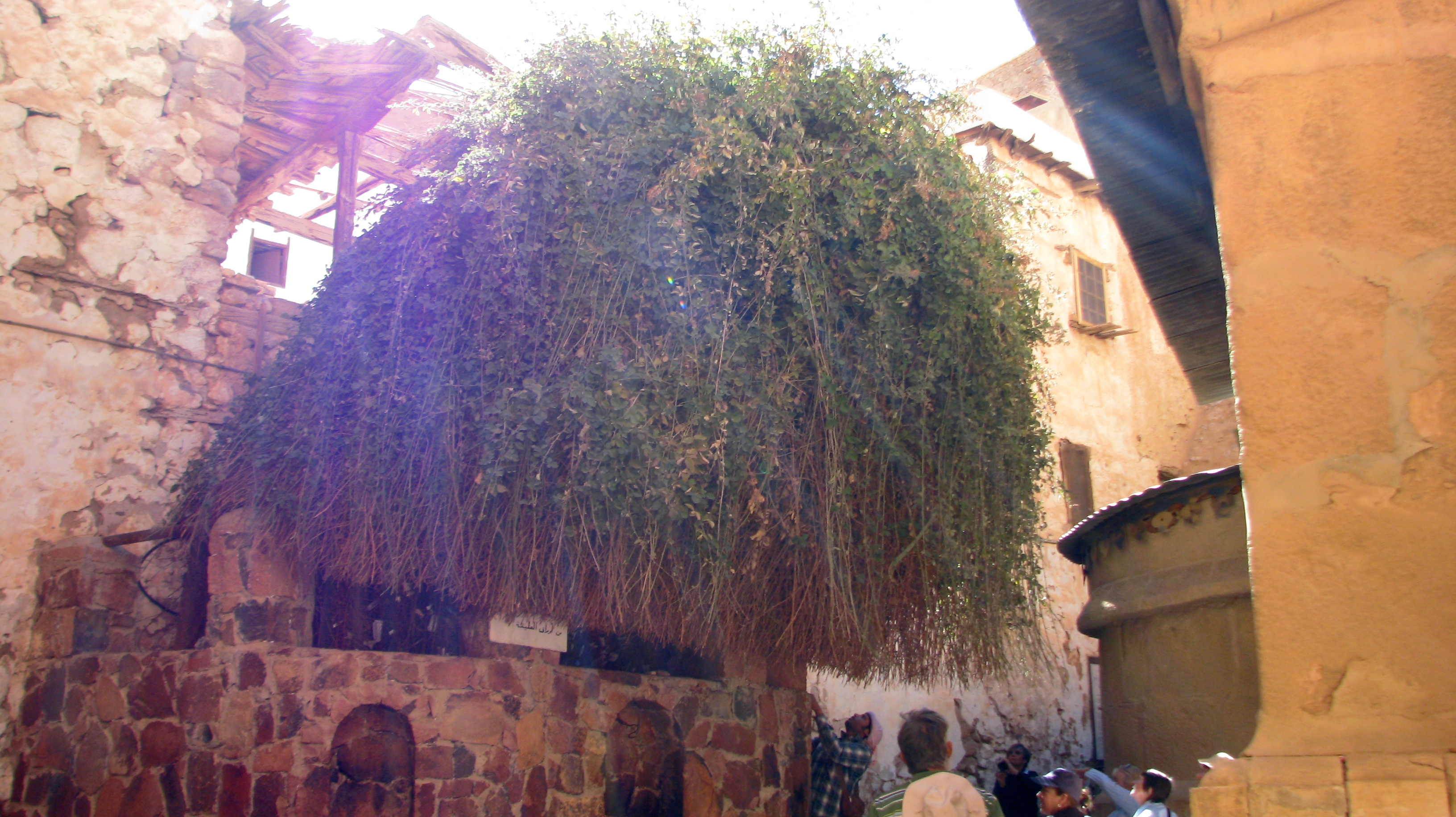
تعتبر شجيرة الدير التي يبلغ عمرها قرونًا بمثابة الشجيرة المشتعلة المذكورة في الكتاب المقدس.
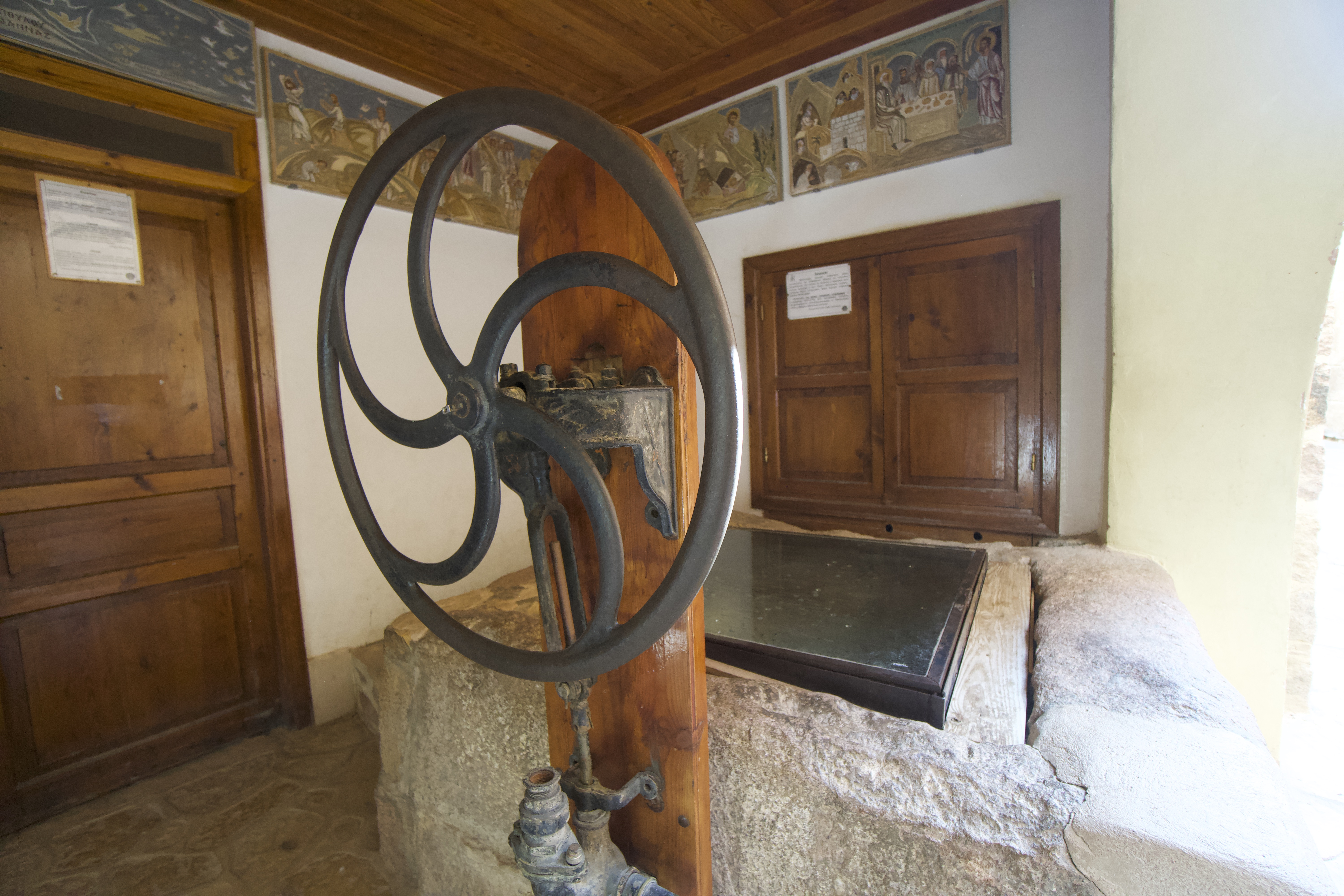
"بئر موسى"، حيث يقال أن موسى التقى بزوجته المستقبلية، صفورة
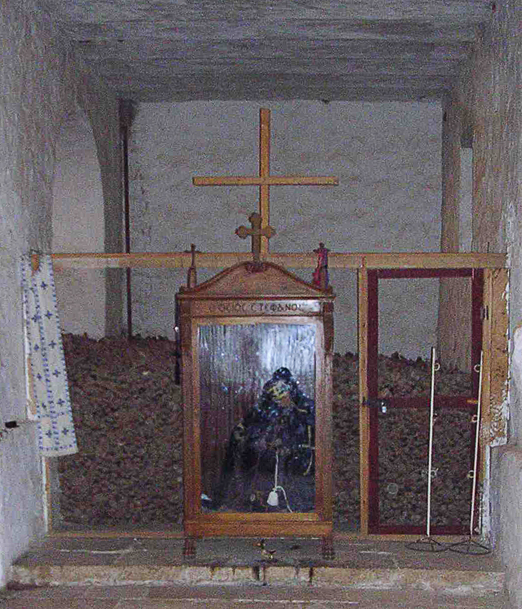
هيكل الراهب ستيفانوس، في ثوبه، أمام صندوق العظام

## المخطوطات والأيقونات

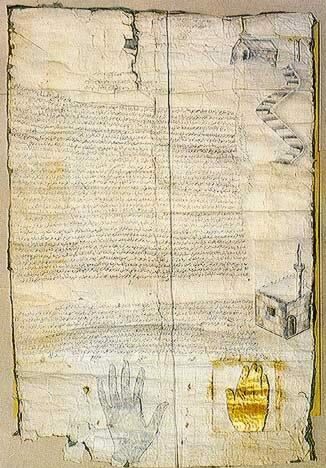
أشتينامي من محمد، منح الحماية والامتيازات الأخرى لأتباع يسوع

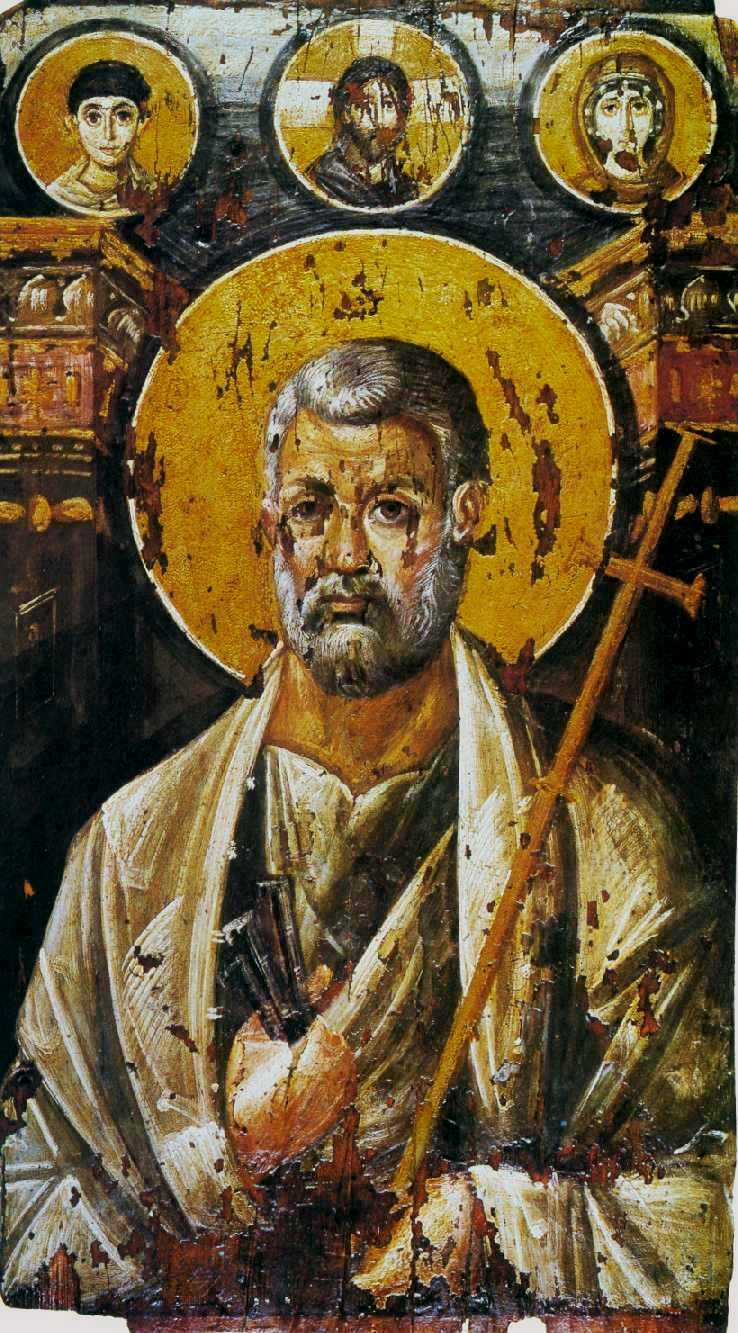
رمز الشمع الساخن من القرن السادس

المكتبة، التي تأسست في وقت ما بين 548 و 565، هي أقدم مكتبة تعمل باستمرار في العالم. تحتفظ مكتبة الدير بثاني أكبر مجموعة من المخطوطات والمخطوطات المبكرة في العالم، والتي لا يفوقها عدد سوى مكتبة الفاتيكان. يحتوي على مخطوطات وكتب يونانية ومسيحية فلسطينية وآرامية وسريانية وجورجية وعربية وإثيوبيّة / جعزية ولاتينية وأرمنية وسلافية وكتب ألبانية قوقازية ومخطوطات وكتب عبرية نادرة جدًا، بعض الكتب القبطية.
في مايو 1844 وفبراير 1859، زار قسطنطين فون تيشندورف الدير للبحث واكتشف المخطوطة السينائية، التي يعود تاريخها إلى القرن الرابع، في ذلك الوقت أقدم مخطوطة للكتاب المقدس محفوظة بالكامل تقريبًا. ترك اكتشاف عام 1859 الدير لروسيا، في ظروف كانت محل نزاع طويل. ولكن في عام 2003 اكتشف العلماء الروس قانون التبرع للمخطوطة الموقع من قبل مجلس ميتوشيون بالقاهرة ورئيس الأساقفة كاليستراتوس في 13 نوفمبر 1869. تلقى الدير 9000 روبل كهدية من القيصر ألكسندر الثاني ملك روسيا. باع ستالين المخطوطة عام 1933 إلى المتحف البريطاني وهي الآن في المكتبة البريطانية بلندن، حيث تُعرض للجمهور. قبل 1 سبتمبر 2009، تم اكتشاف جزء غير مرئي من المخطوطة السينائية في مكتبة الدير، وكذلك بين المكتشفات الجديدة لعام 1975. في زيارات أخرى (1855، 1857) جمع قسطنطين فون تيشندورف هناك المزيد من المخطوطات القيمة (اليونانية والمسيحية والآرامية الفلسطينية والجورجية والسريانية) وأخذها معه إلى سان بطرسبرج ولايبزيغ، حيث تم تخزينها اليوم.
في فبراير 1892، أغنيس. لويس اكتشف قديمة السريانية السينائية، و الإنجيل وحا مخطوطة في مكتبة دير القديس كاترين التي أصبحت تعرف باسم السريانية السينائية ولا يزال في تقريرها  حيازة. أغنيس وشقيقتها مارغريت. جيبسون عاد في عام 1893 مع فريق كامبريدج العلماء اللذين شملت زوجاتهم، وكذلك ياء rendel هاريس إلى صورة ونسخ مخطوطة في مجملها، وكذلك لإعداد كتالوجات الأولى من المخطوطات السريانية والعربية. فقط من بين الاكتشافات الجديدة ظهرت مخطوطات طينية إضافية للضوء تحتويان على مقاطع إضافية من الأناجيل السريانية القديمة.
يحتوي الدير أيضًا على نسخة من أشتينامي لمحمد، حيث يُزعم أن النبي الإسلامي محمد قد منح الدير حمايته.
بالإضافة إلى ذلك، يضم الدير نسخة من موكيفاي ك'آرتي ليسي، وهي مجموعة من الكتب التكميلية لكارتليس ككسوفريبا، والتي يعود تاريخها إلى القرن التاسع.
ومنذ ذلك الحين، تم تصوير أو رقمنة أهم المخطوطات، وبالتالي فهي في متناول العلماء. بمساعدة التخطيط من Ligatus، مركز أبحاث بجامعة الفنون بلندن، تم تجديد المكتبة على نطاق واسع، وأعيد فتحها في نهاية عام 2017.

### مشروع طرس سيناء
منذ عام 2011، قام فريق من علماء التصوير والعلماء المتمرسين في فك رموز مخطوطات الطرس من الولايات المتحدة وأوروبا بتصوير وترقيم ودراسة مجموعة المكتبة من الطرس خلال سيناء الدولية مشروع الطرس.
تتميز طرس بأنها أعيد استخدامها مرة أو أكثر على مر القرون. نظرًا لأن المخطوطات كانت باهظة الثمن وتستغرق وقتًا طويلاً لإنتاجها، فإن الرهبان يمحوون نصوصًا معينة بعصير البرتقال أو يكشطونها ويكتبون عليها. على الرغم من الافتراض بأن النصوص الأصلية قد ضاعت،  استخدم علماء التصوير تقنيات وتقنيات التصوير متعدد الأطياف ضيق النطاق للكشف عن الميزات التي يصعب رؤيتها بالعين البشرية، بما في ذلك بقايا الحبر والأخاديد الصغيرة في الرق. استغرقت كل صفحة ثماني دقائق تقريبًا لمسحها ضوئيًا بالكامل. تم ترقيم هذه الصور لاحقًا وهي متاحة الآن مجانًا للبحث في مكتبة UCLA على الإنترنت للاستخدام الأكاديمي.
اعتبارًا من يونيو 2018، تم تحديد ما لا يقل عن 160 طرسًا، مع استعادة أكثر من 6800 صفحة من النصوص. تم اكتشاف الاكتشافات الأحدث في منطقة تخزين منعزلة ببرج القديس جورج عام 1975. تشمل النقاط البارزة «108 صفحات من القصائد اليونانية التي لم تكن معروفة من قبل وأقدم وصفة معروفة منسوبة إلى الطبيب اليوناني أبقراط.» أوراق إضافية لنقل الأناجيل السريانية القديمة؛ شاهدان لم يتم التحقق من صحة نص ملفق مسيحي مبكر وهو رقاد مريم (ترانزيتوس ماريا) الذي فقد معظم النص اليوناني. استشهاد غير معروف سابقًا لبطريكلوس القيصري (فلسطين)، أحد أتباع بامفيلوس القيصري؛ بالإضافة إلى إلقاء نظرة ثاقبة على اللغات الميتة مثل اللغة الآرامية القوقازية والألبانية المسيحية والفلسطينية المسيحية، وهي اللهجة المحلية في الفترة البيزنطية المبكرة، مع العديد من شهود النص غير المسبوق.

## الأعمال الفنية
ويضم المجمع أعمال لا يمكن الاستغناء عنه من الفن: فسيفساء، وأفضل مجموعة في وقت مبكر من الرموز في العالم، عديدة في لوحة فنية، وكذلك الأجسام الليتورجية، كؤوس وريليكواريس، ومباني الكنيسة. تبدأ مجموعة الأيقونات الكبيرة بعدد قليل يعود تاريخه إلى القرنين الخامس (ربما) والسادس، وهي بقايا فريدة؛ كان الدير بمنأى عن تحطيم الأيقونات البيزنطية، ولم يُنهب قط. يتم أيضًا الاحتفاظ بالأيقونة الأقدم في موضوع العهد القديم هناك. مشروع فهرسة المجموعات مستمر منذ الستينيات. كان الدير مركزًا مهمًا لتطوير الأسلوب الهجين للفن الصليبي، ولا يزال يحتفظ بأكثر من 120 أيقونة تم إنشاؤها في الأسلوب، وهي أكبر مجموعة موجودة على الإطلاق. من الواضح أن العديد من هؤلاء قد خلقهم اللاتين، وربما الرهبان، في الدير أو حوله في القرن الثالث عشر.

## مؤسسة سانت كاترين
مؤسسة سانت كاترين هي منظمة غير ربحية مقرها المملكة المتحدة وتهدف إلى الحفاظ على الدير. يشكل الحفاظ على هياكلها المعمارية ولوحاتها وكتبها جزءًا كبيرًا من غرض المؤسسة. تعمل مؤسسة سانت كاترين مع شريكها الأكاديمي، مركز أبحاث ليغاتوس في جامعة الفنون بلندن، لزيادة الوعي بأهمية الدير الثقافية الفريدة من خلال المحاضرات والكتب والمقالات. تأسست في 2 نوفمبر 2007 في الجمعية الجغرافية الملكية في لندن، وهي بحاجة إلى أموال جديدة لورشة الحفظ واستوديو الرقمنة ومجموعة كاملة من صناديق الحفظ المصممة لحماية المخطوطات الأكثر ضعفًا في الدير.

## أيقونات

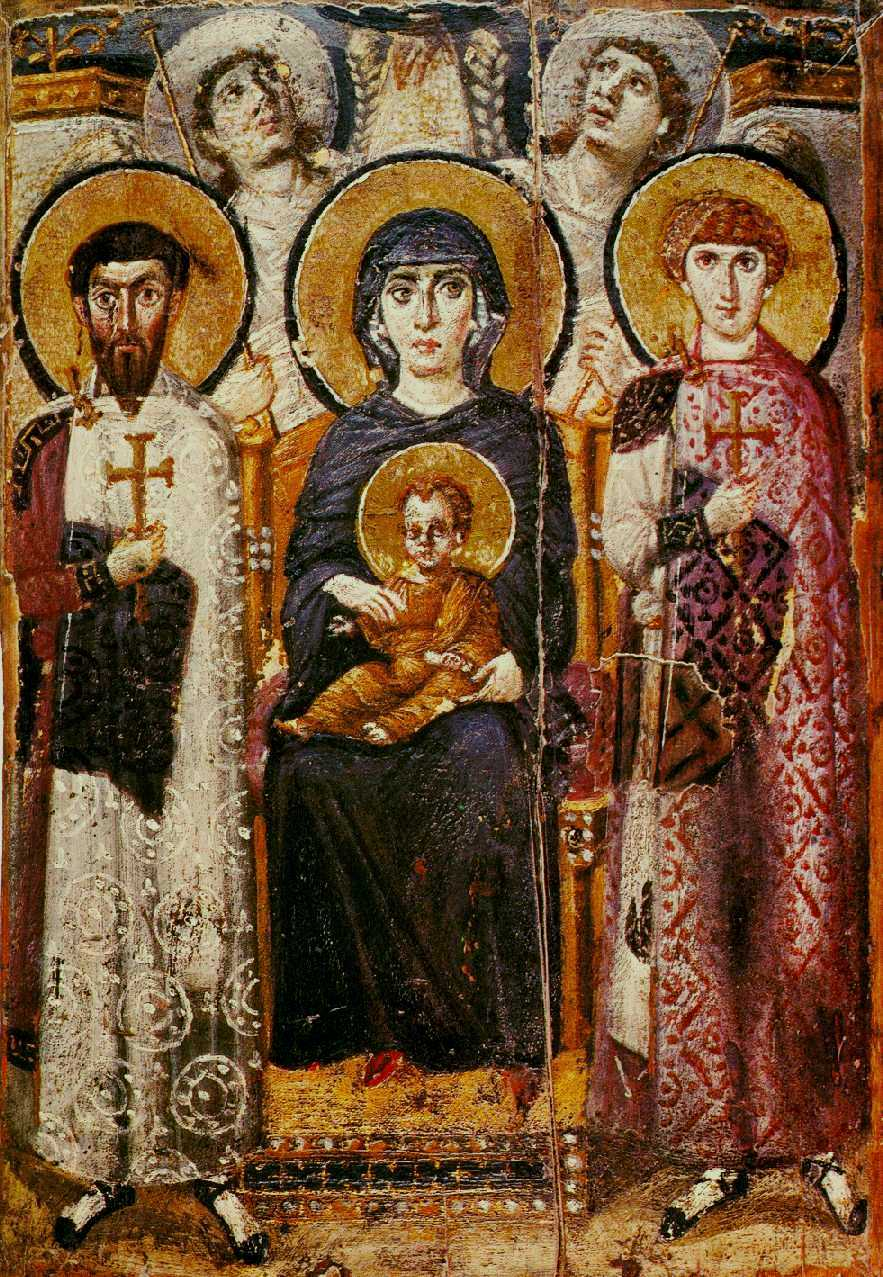
أيقونة السيدة العذراء والطفل مع القديسين والملائكة، القرن السادس
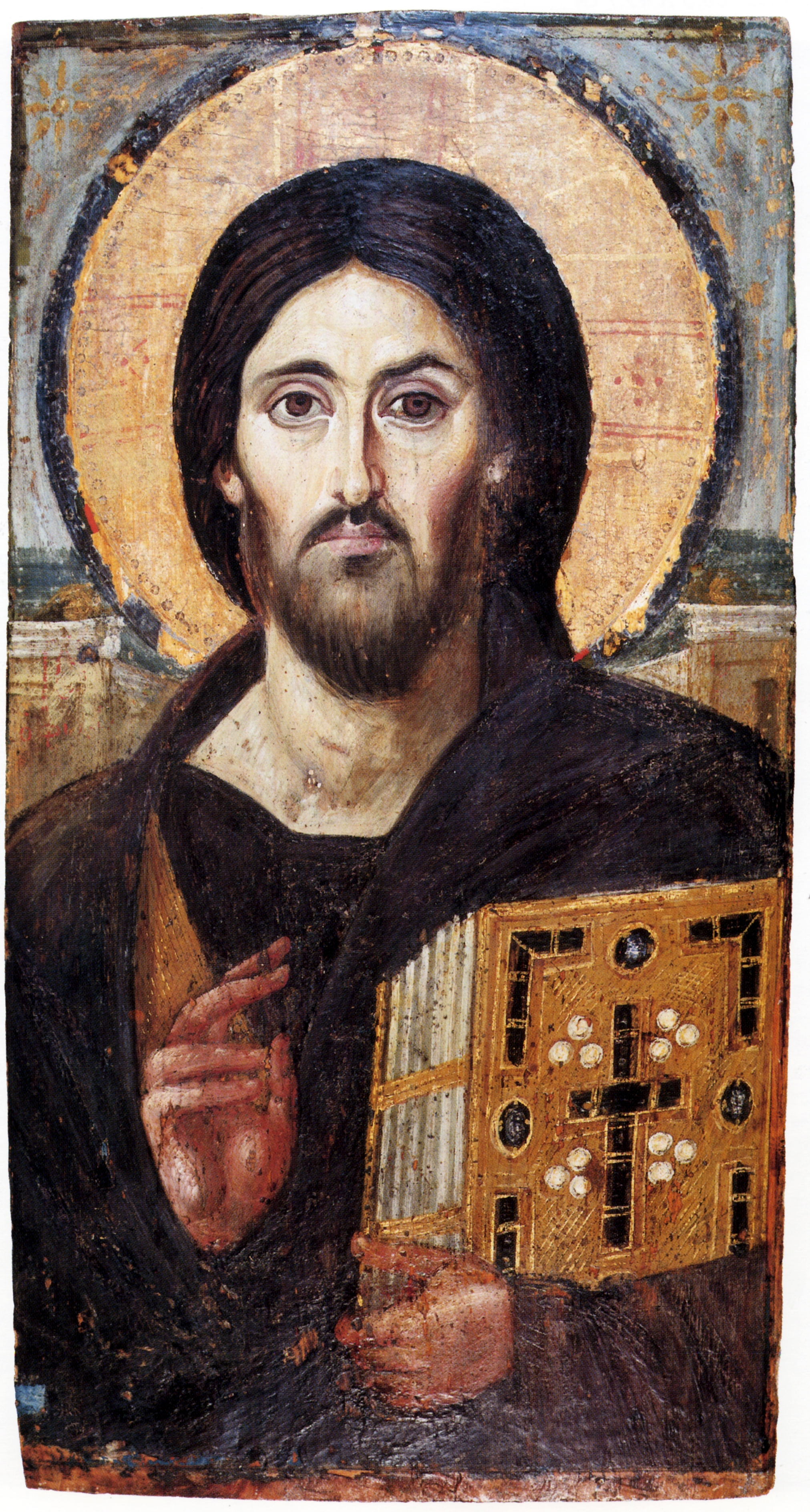
أقدم أيقونة معروفة للمسيح ضابط الكل وتؤرخ للقرن السادس ميلادي.
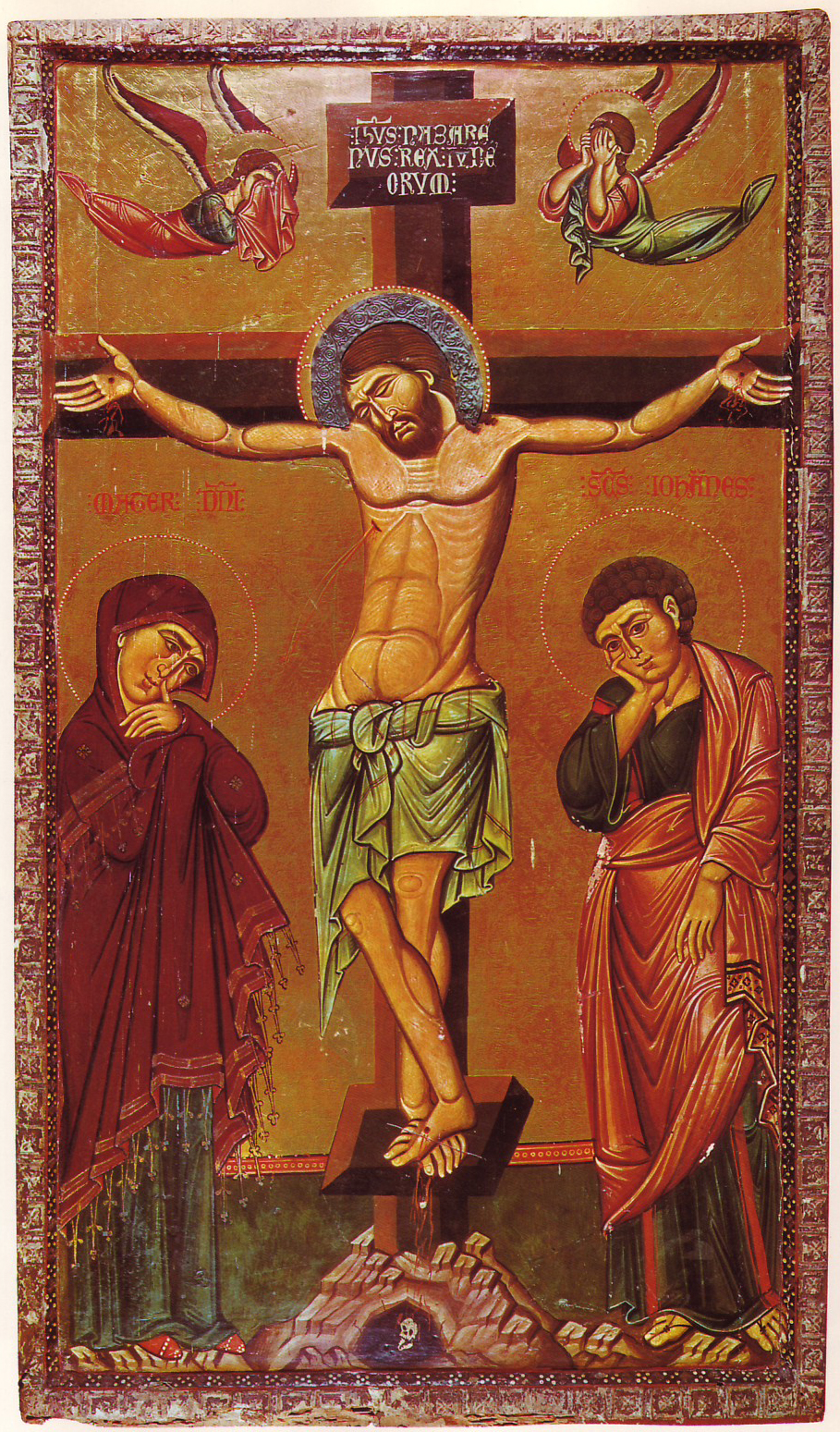
صلب، القرن الثالث عشر
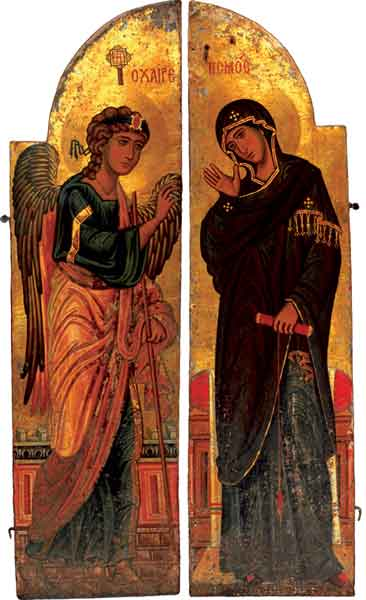
أبواب مقدسة
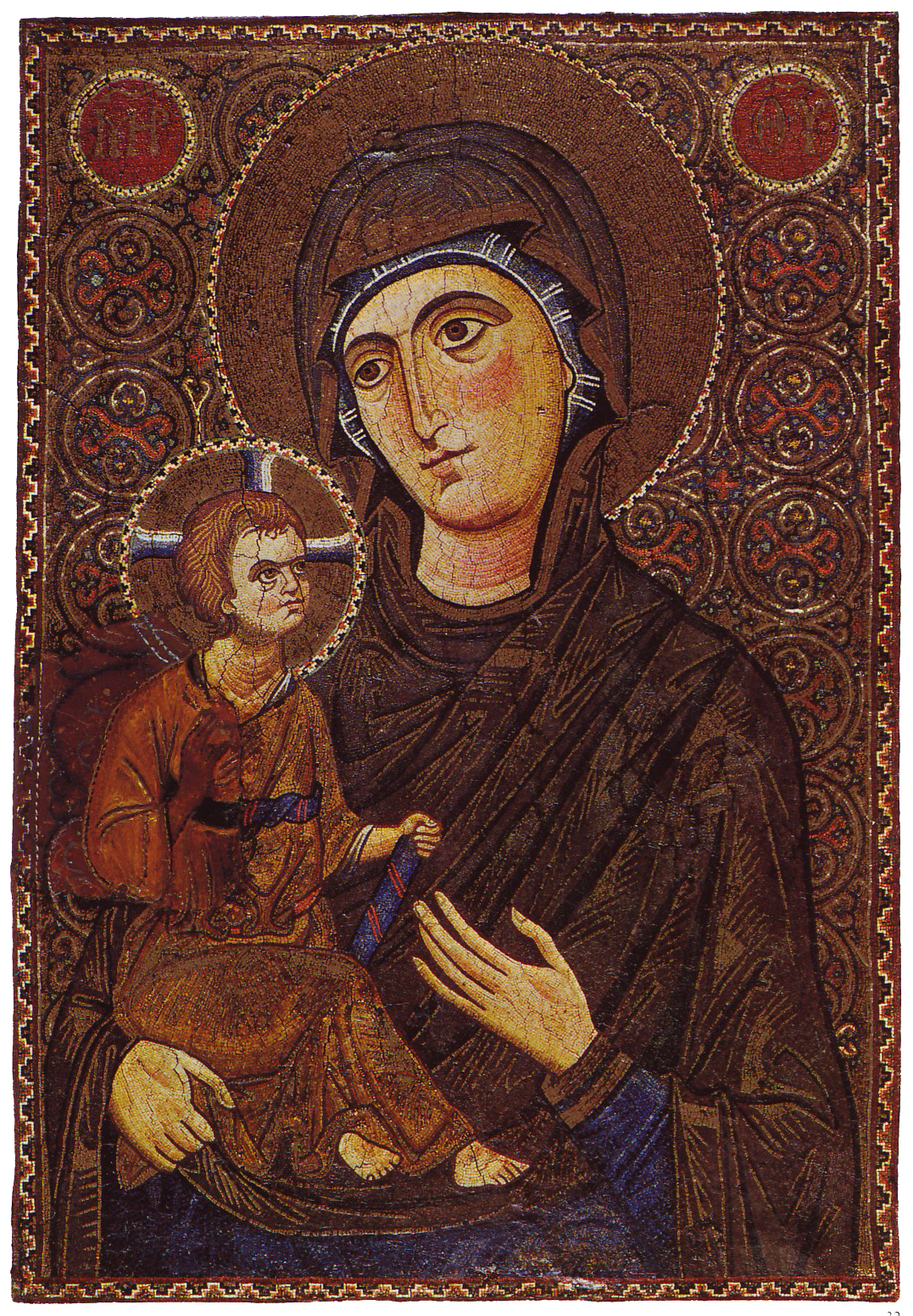
مادونا والطفل، القرن الثالث عشر
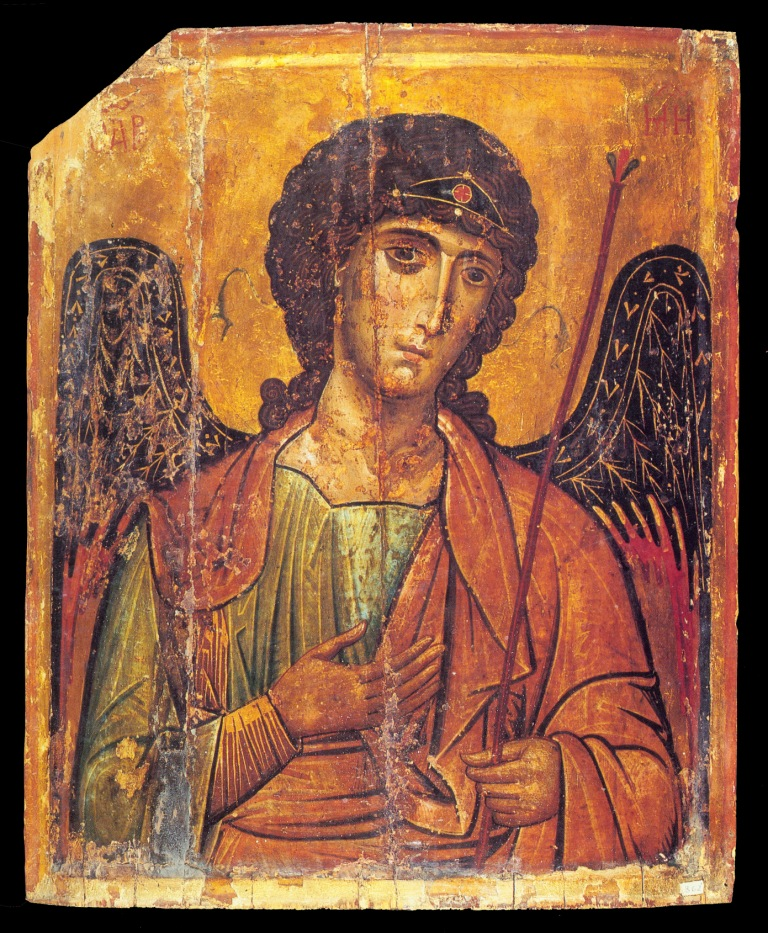
أيقونة بيزنطية من القرن الثالث عشر للقديس ميخائيل رئيس الملائكة
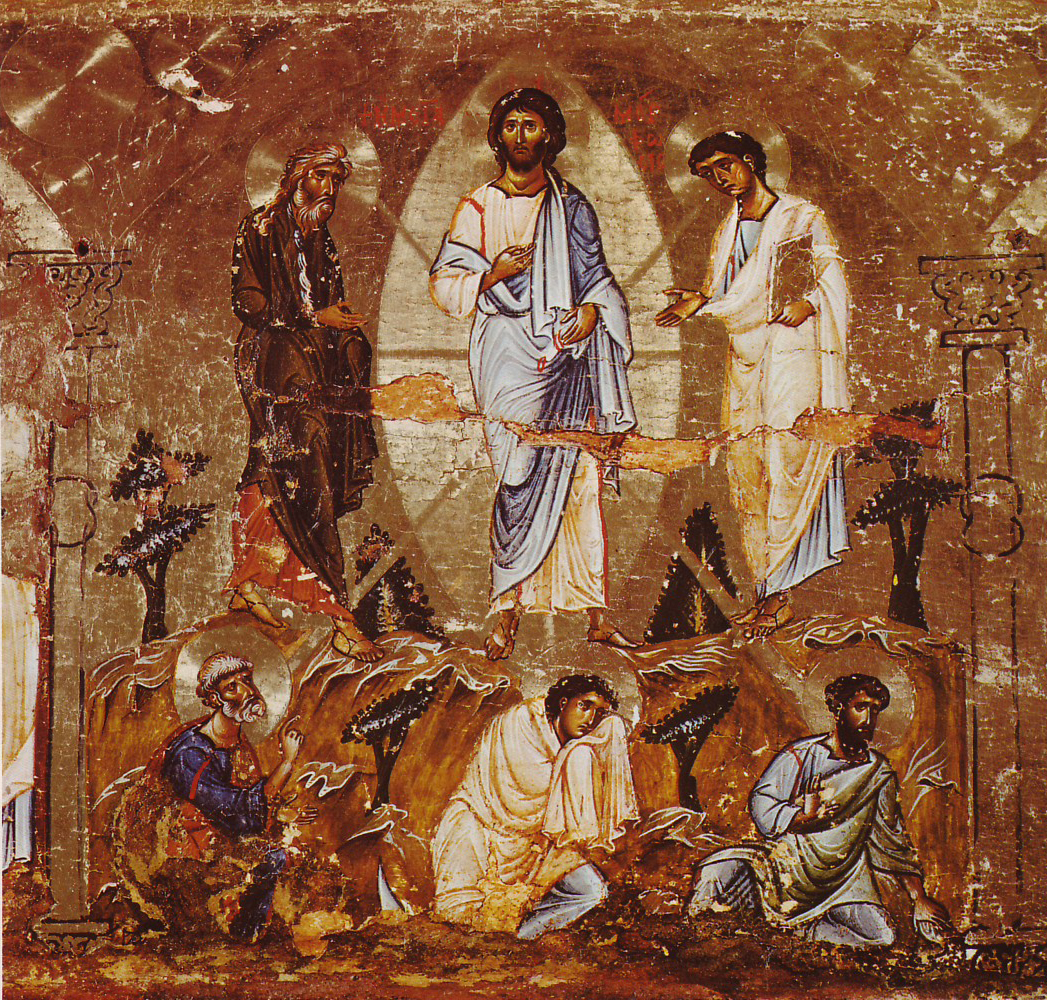
التجلي، القرن الثاني عشر
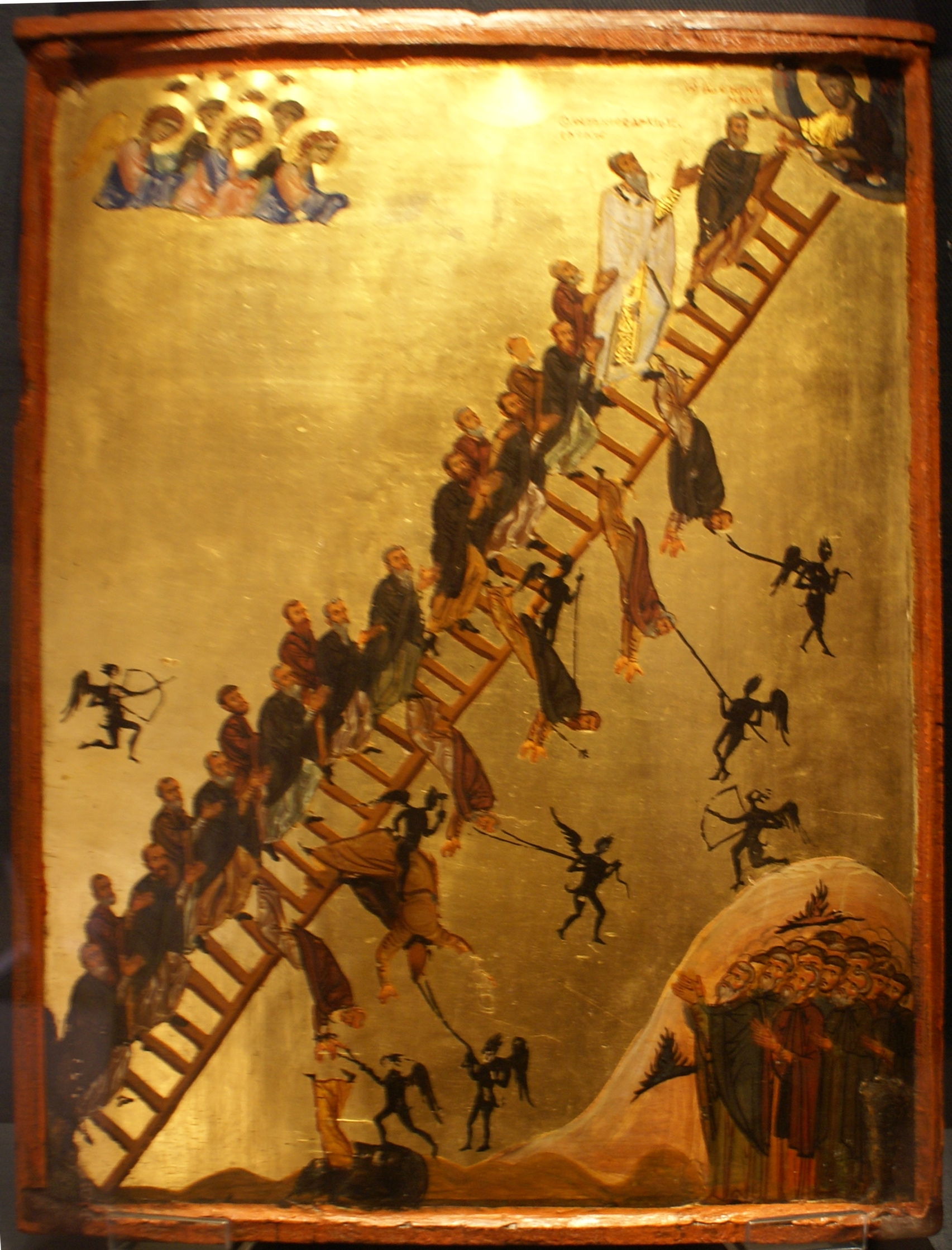
سلم الصعود الالهي
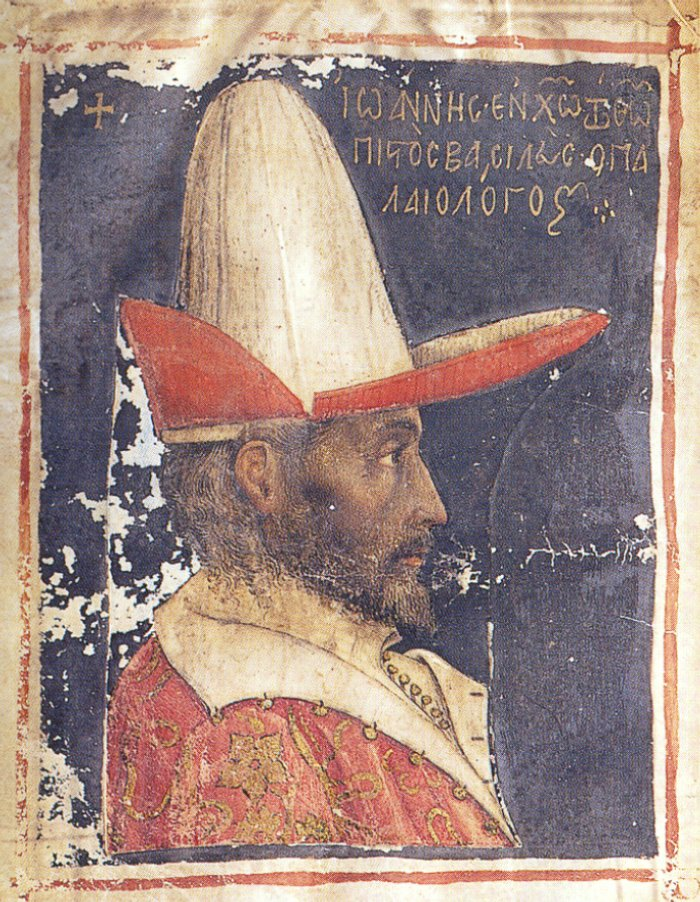
الإمبراطور يوحنا الثامن باليولوجوس
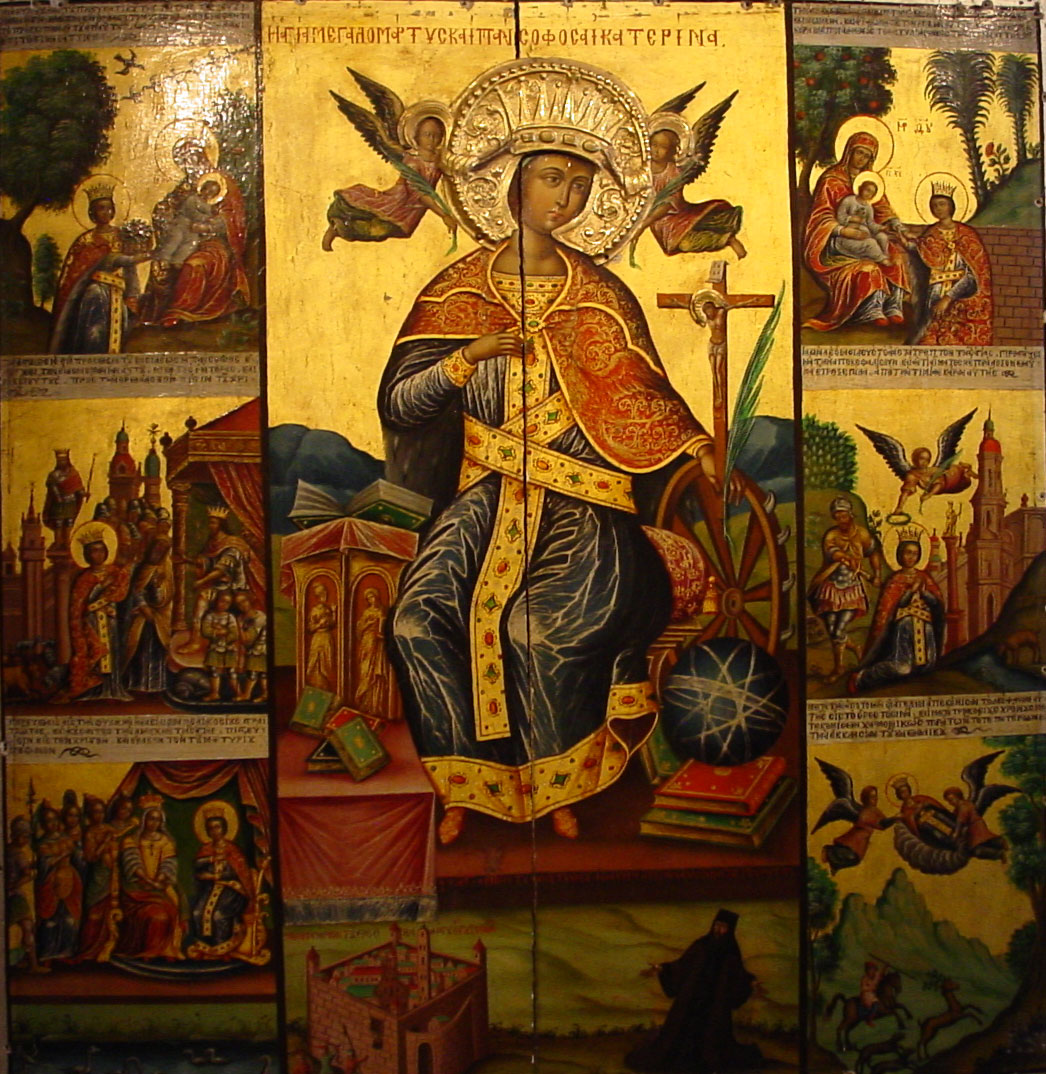
أيقونة القديسة كاترين بالإسكندرية
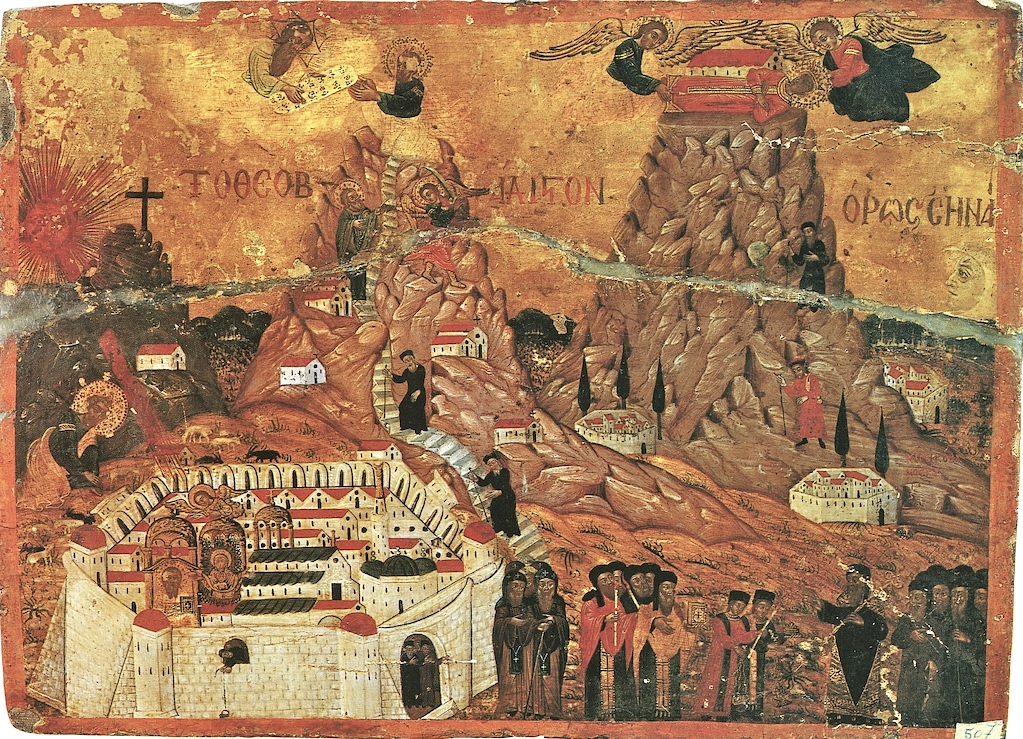
الدير من القرن الثامن عشر

## صور تاريخية

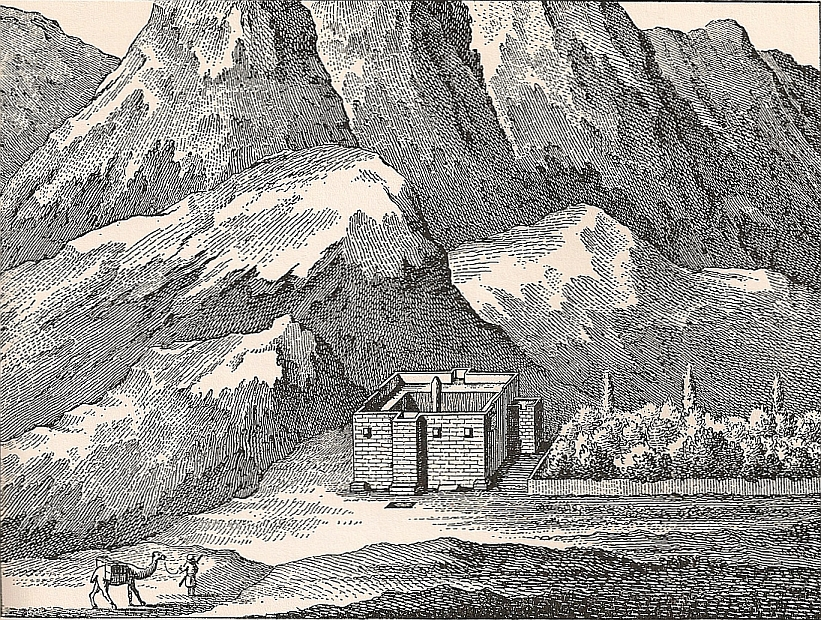
كارستن نيبور (1762)
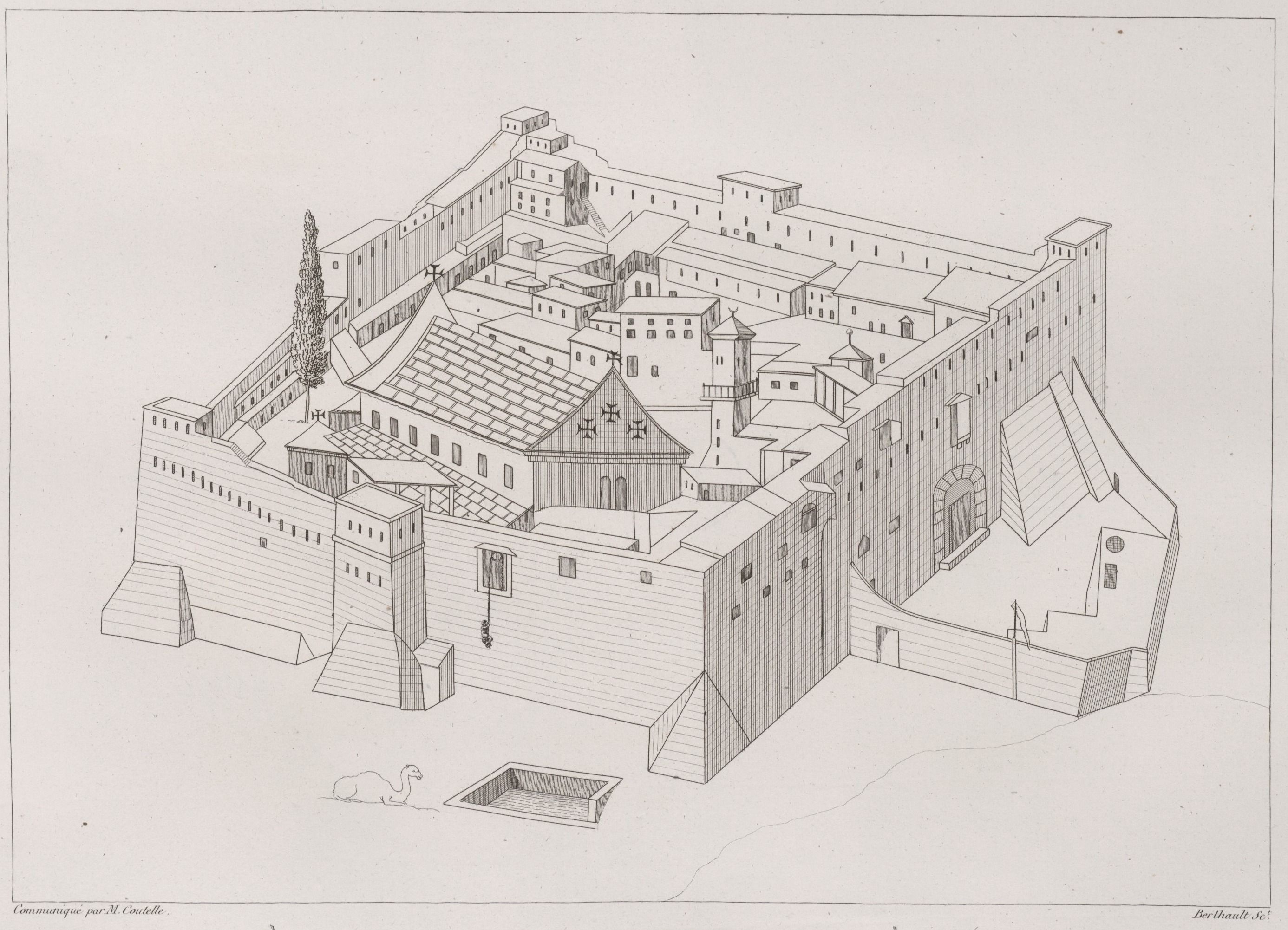
وصف مصر (1809)
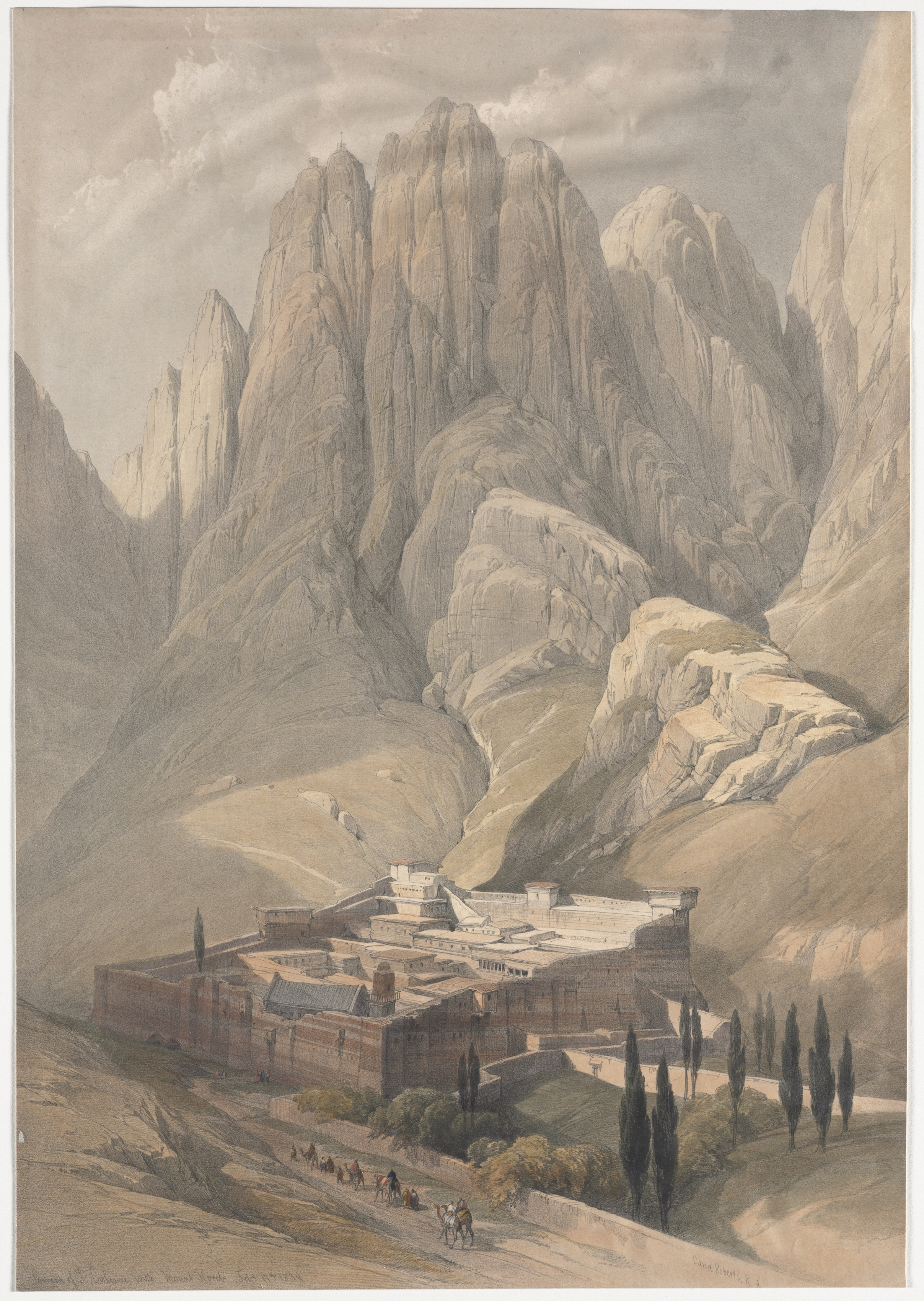
ديفيد روبرتس، 1839، نُشر في الأرض المقدسة وسوريا وإدوميا والعربية ومصر والنوبة.
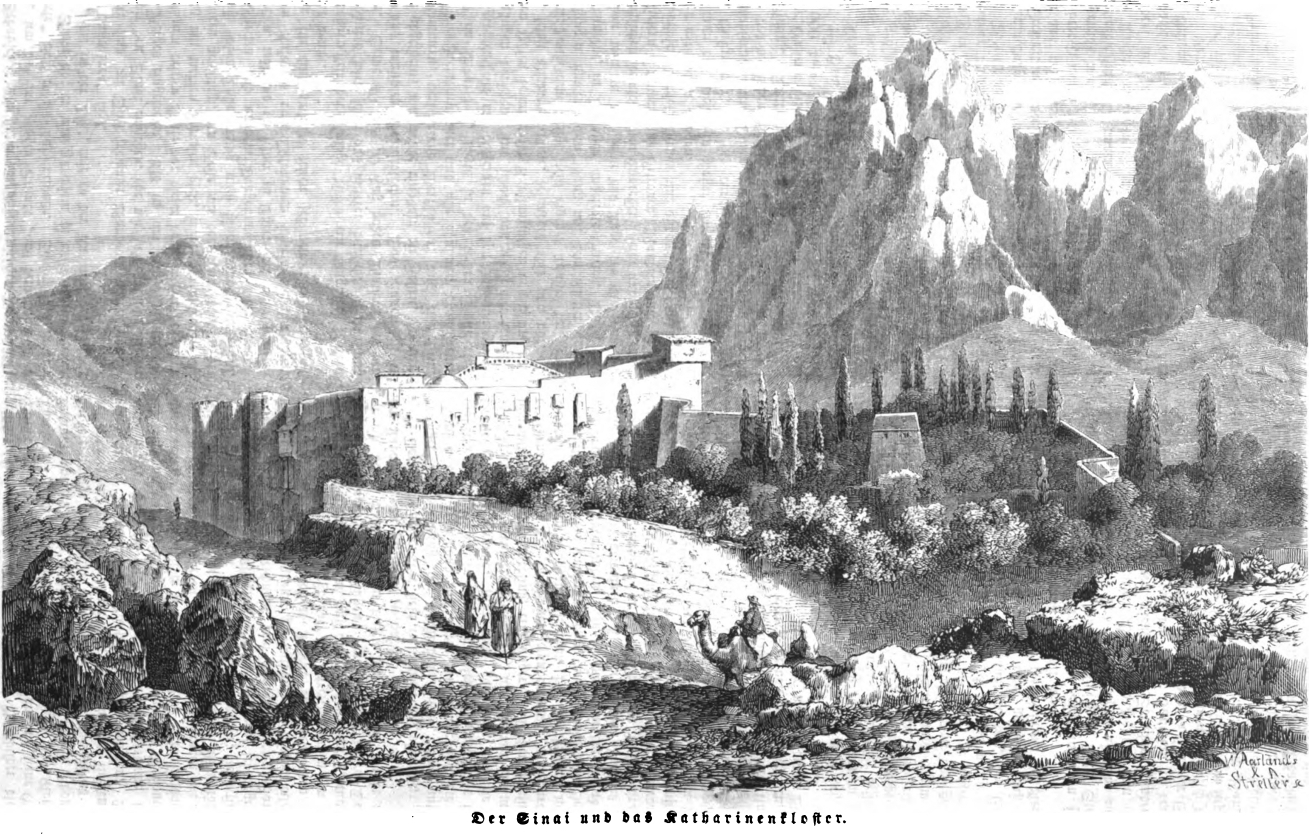
إرنست كيل (1861)
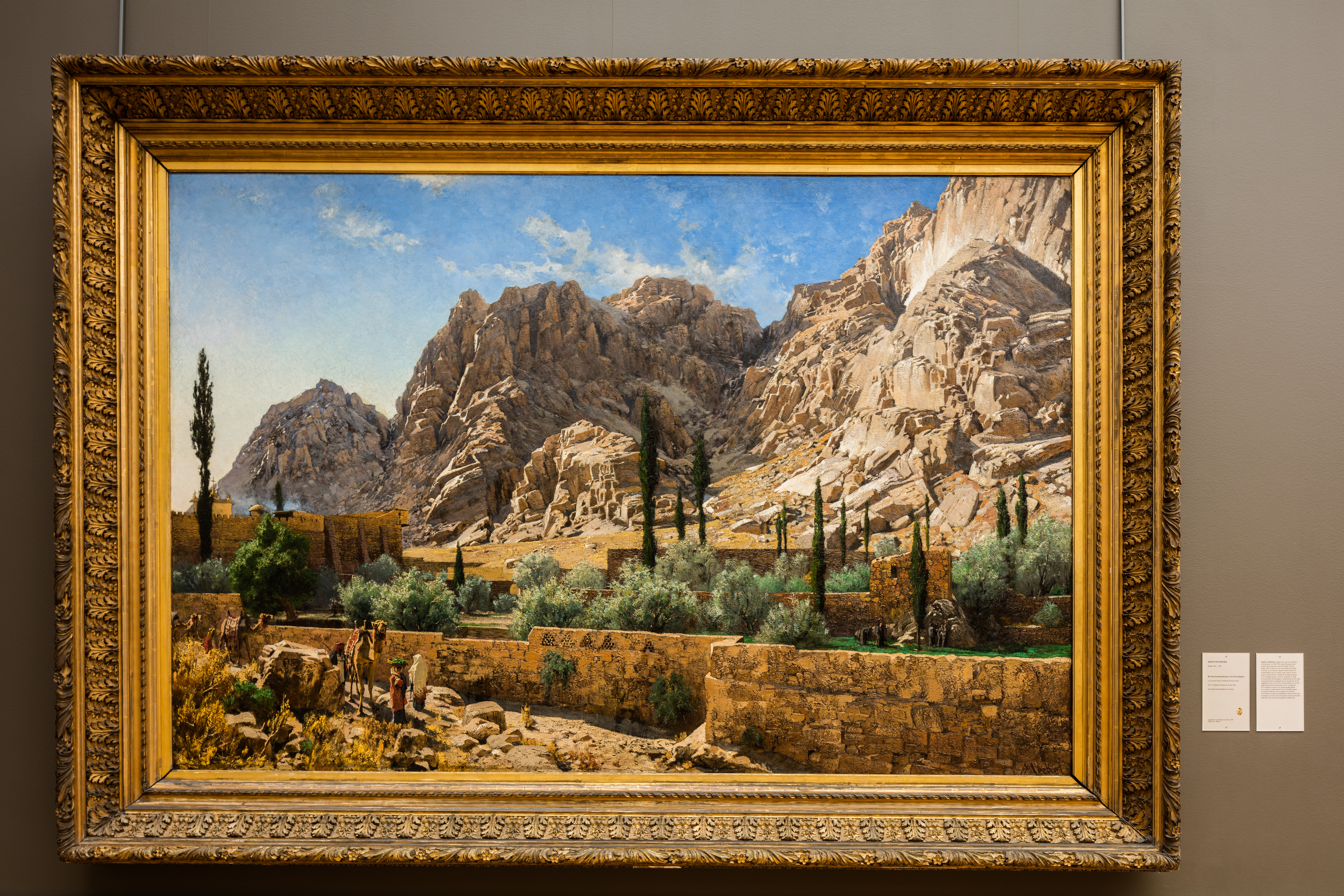
أدولف فون هيلدبراند (1892)

## معرض صور

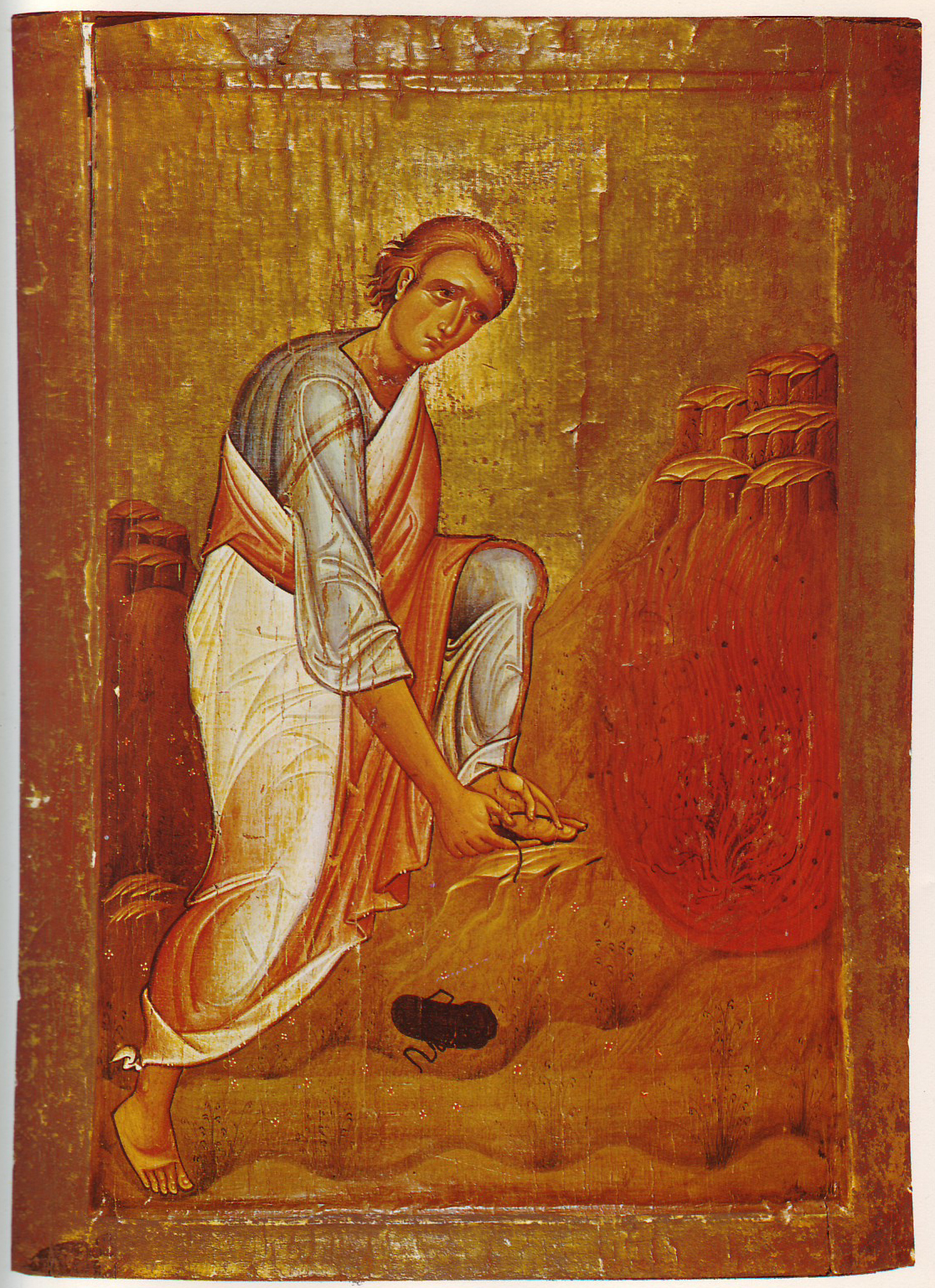
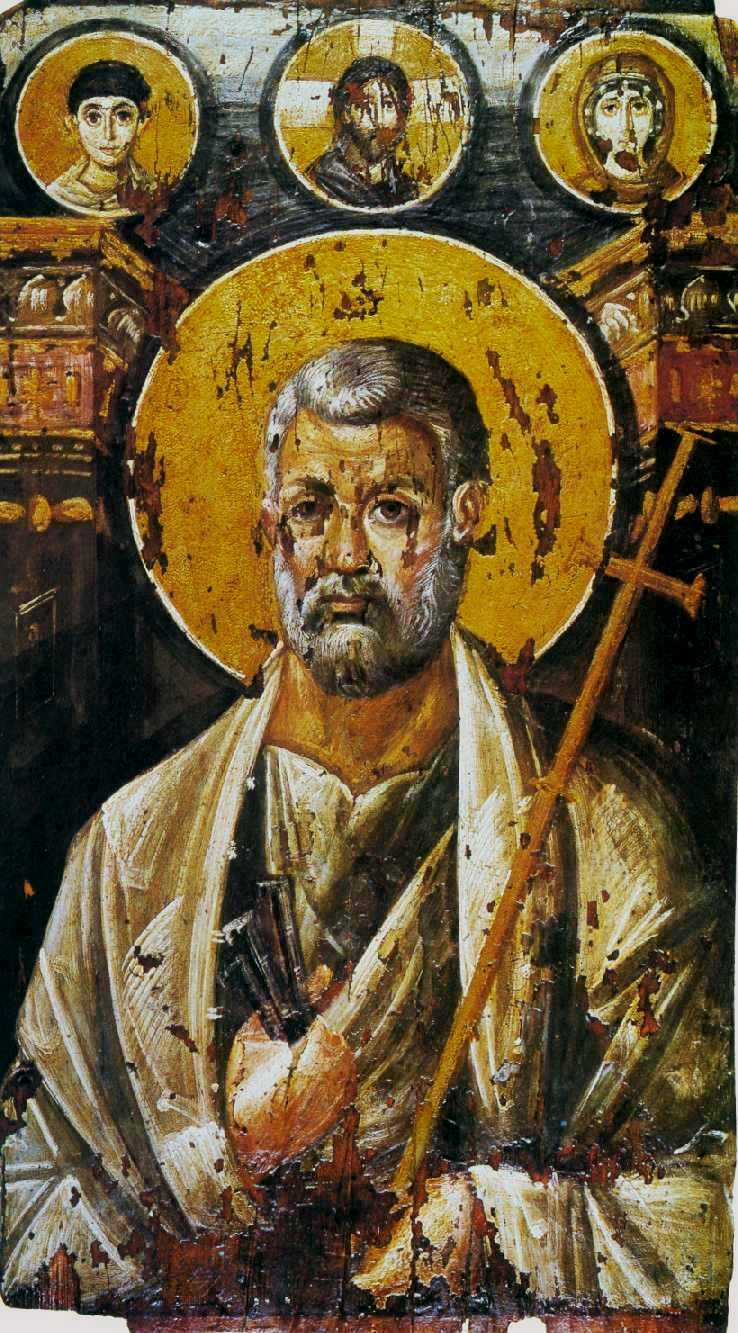
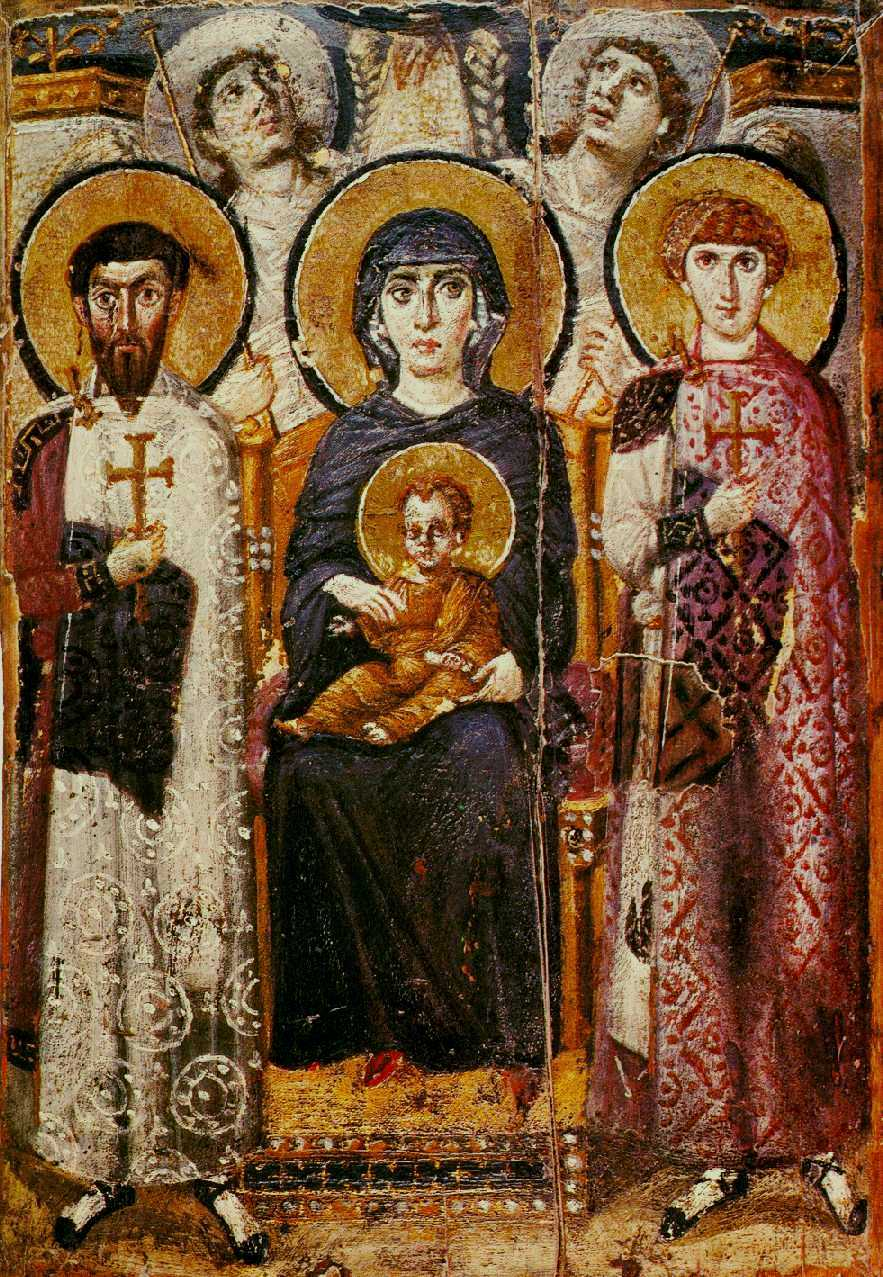
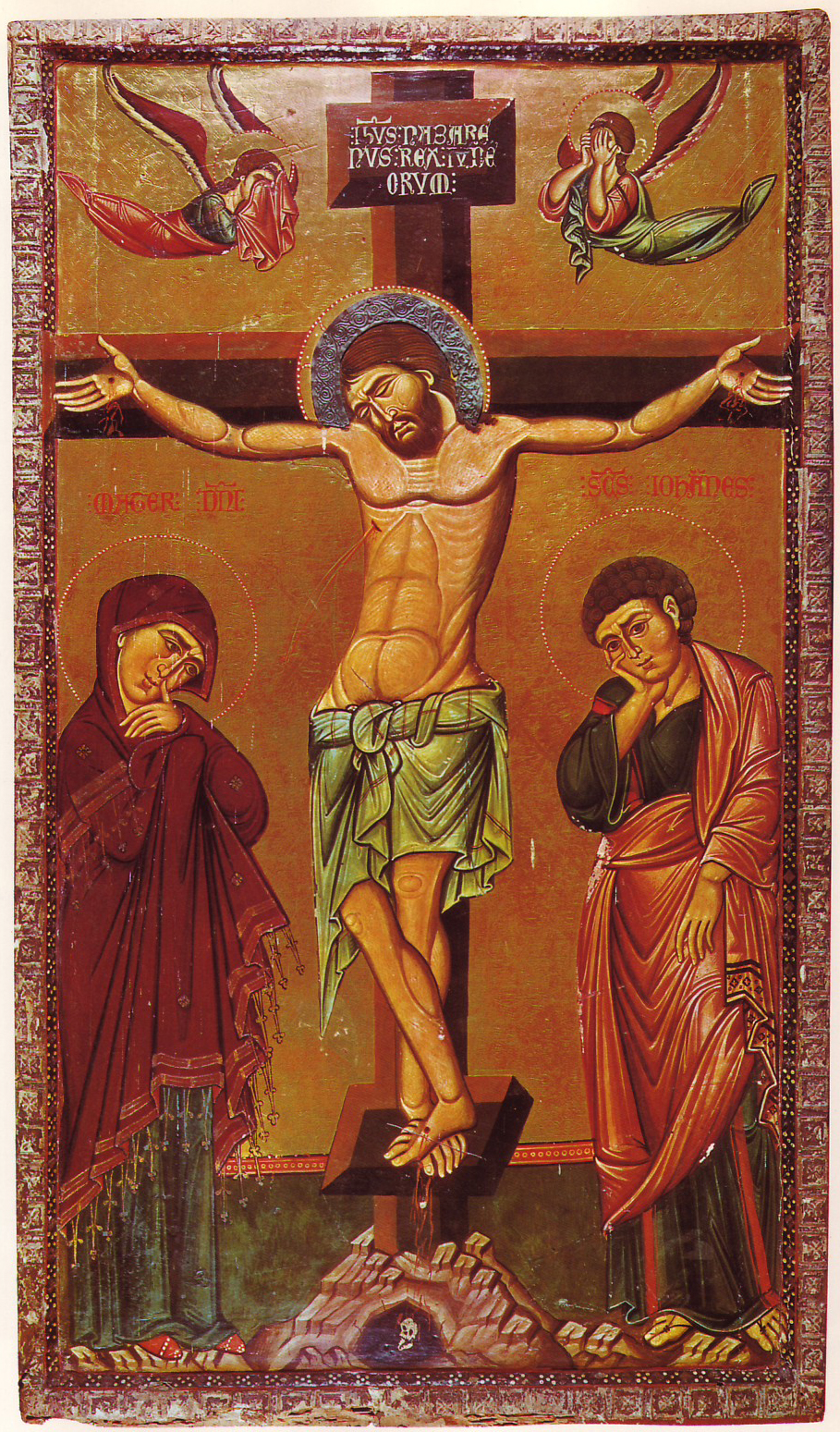
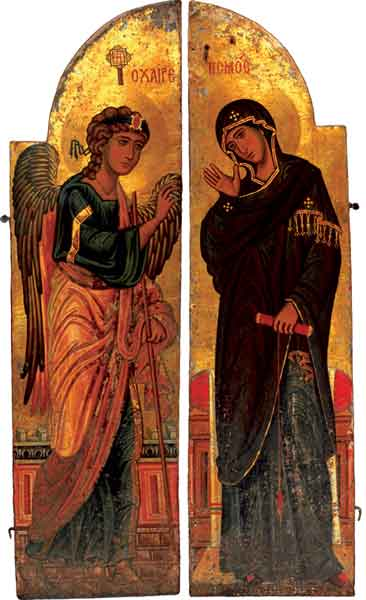
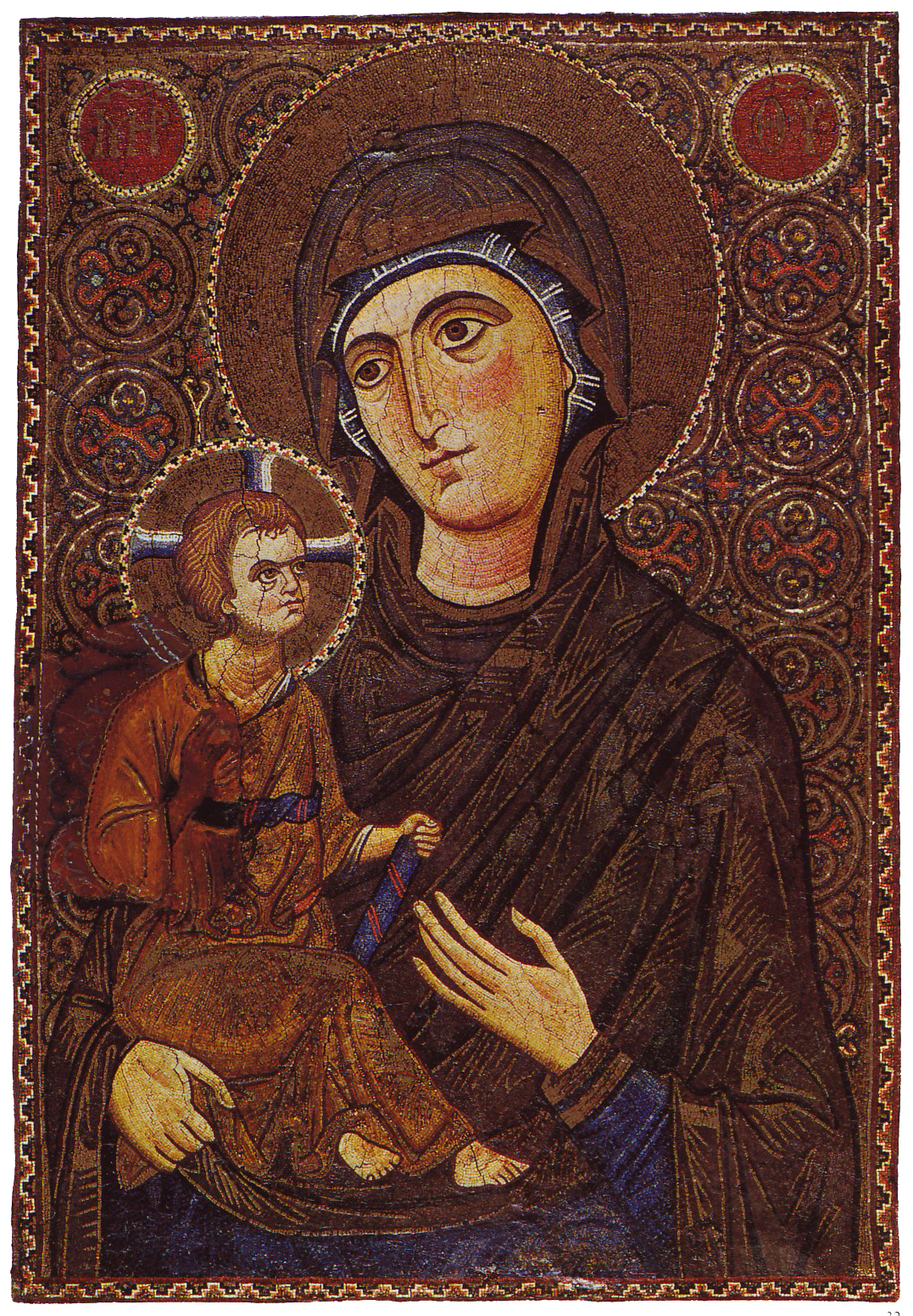
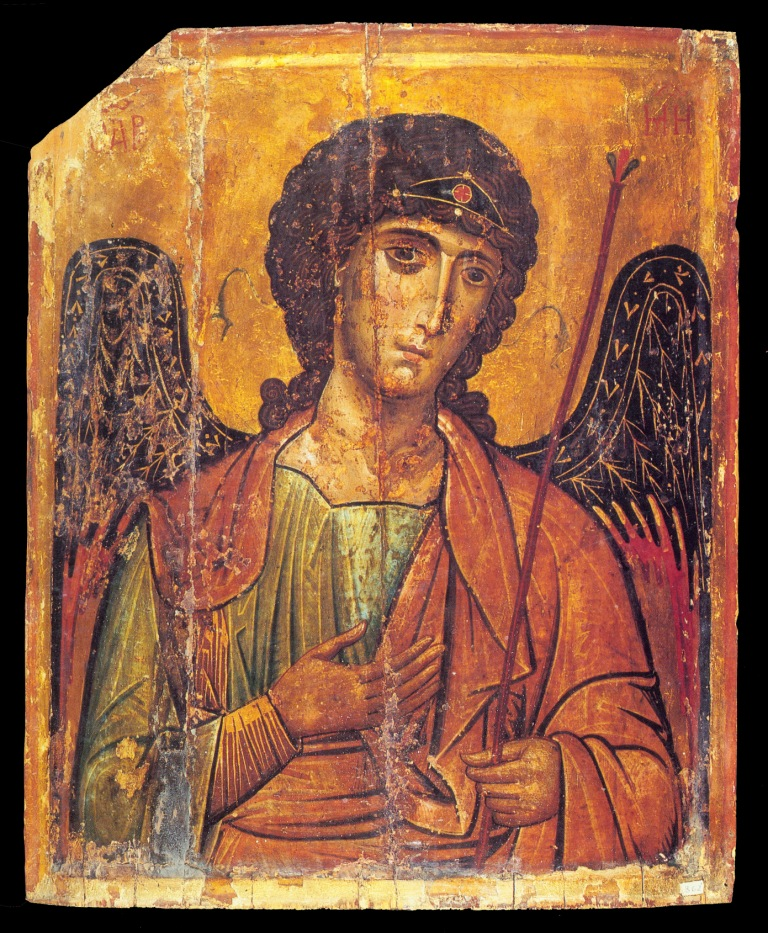
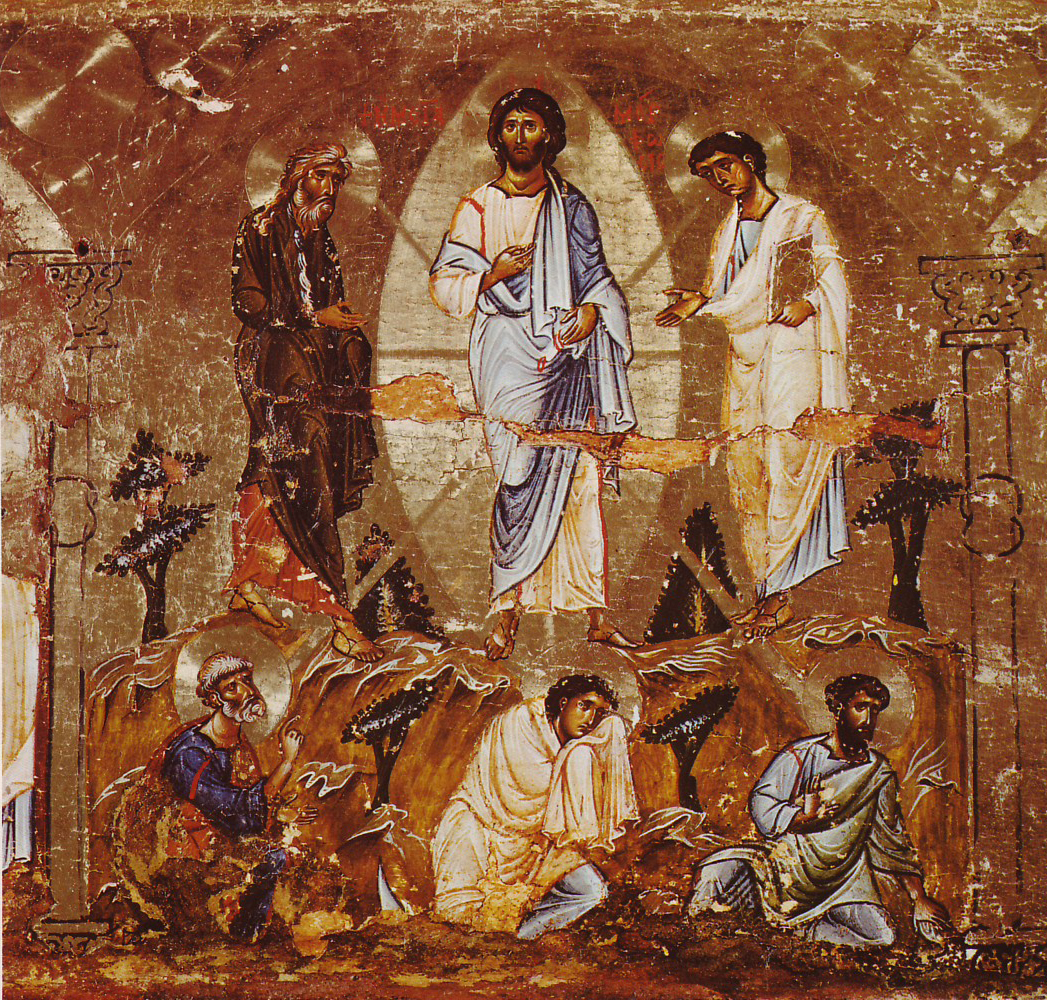
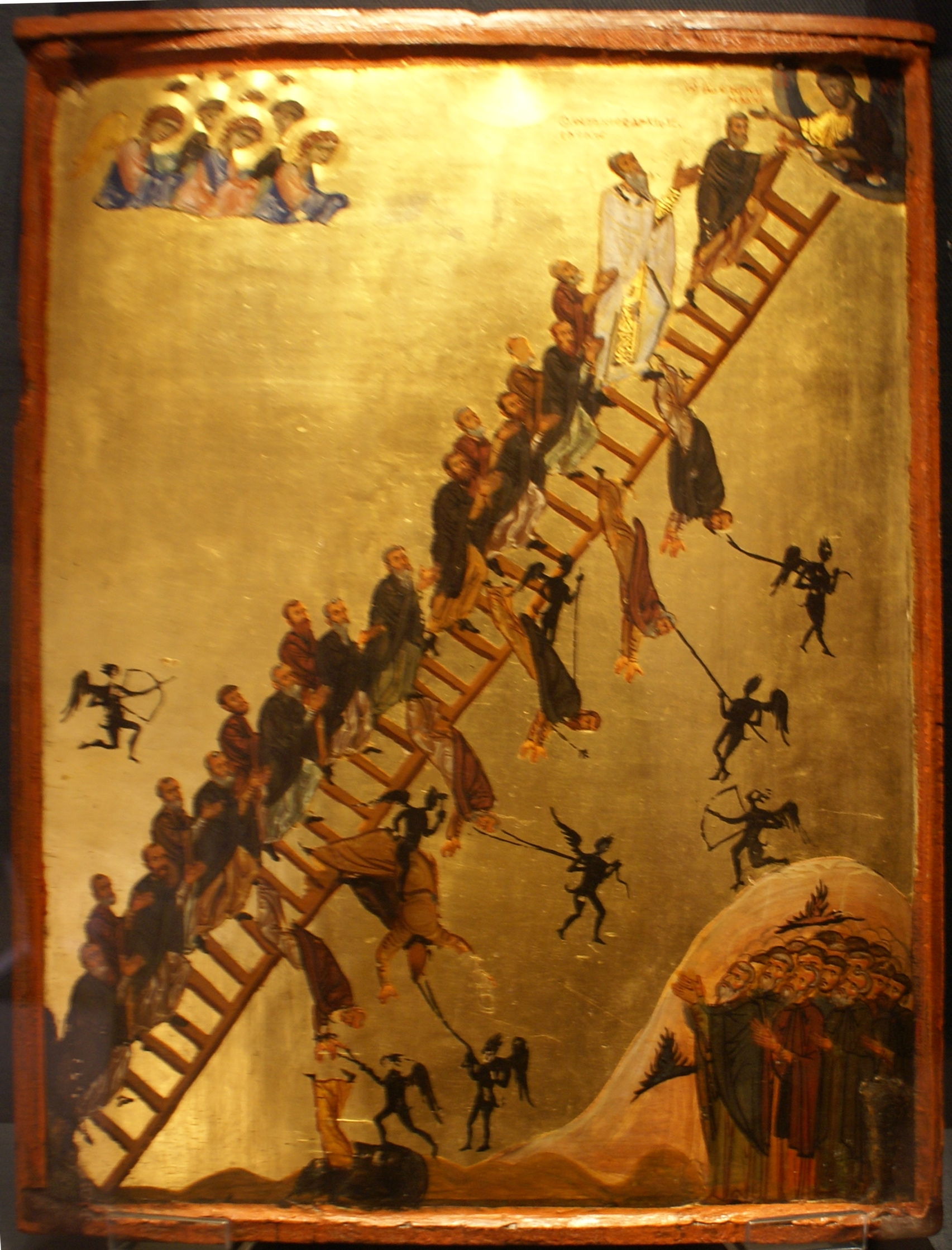
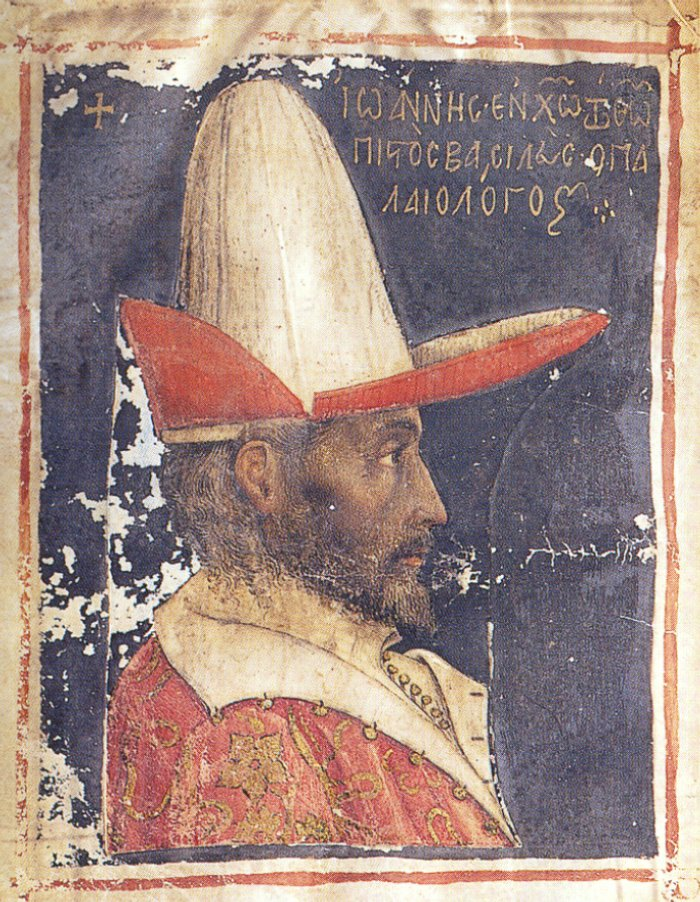
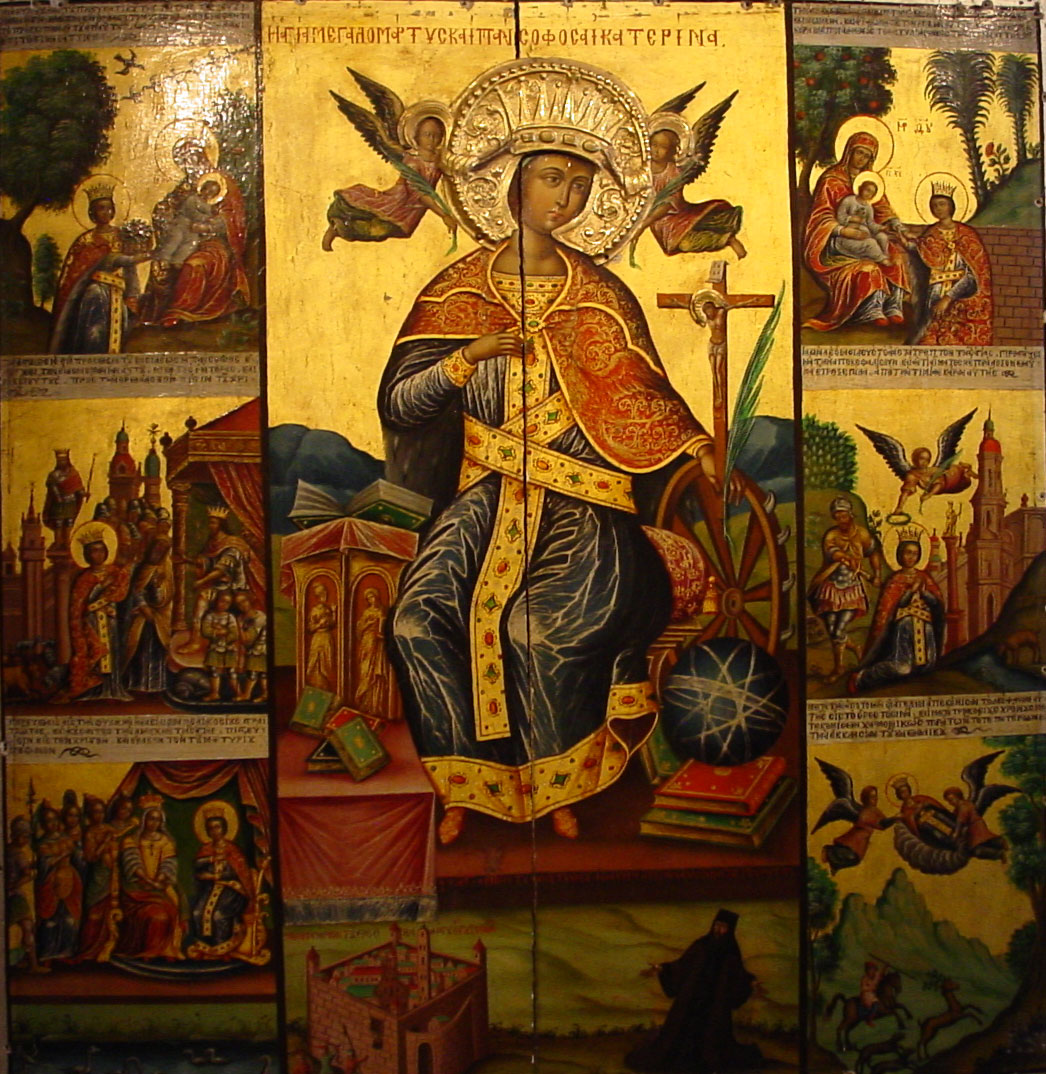
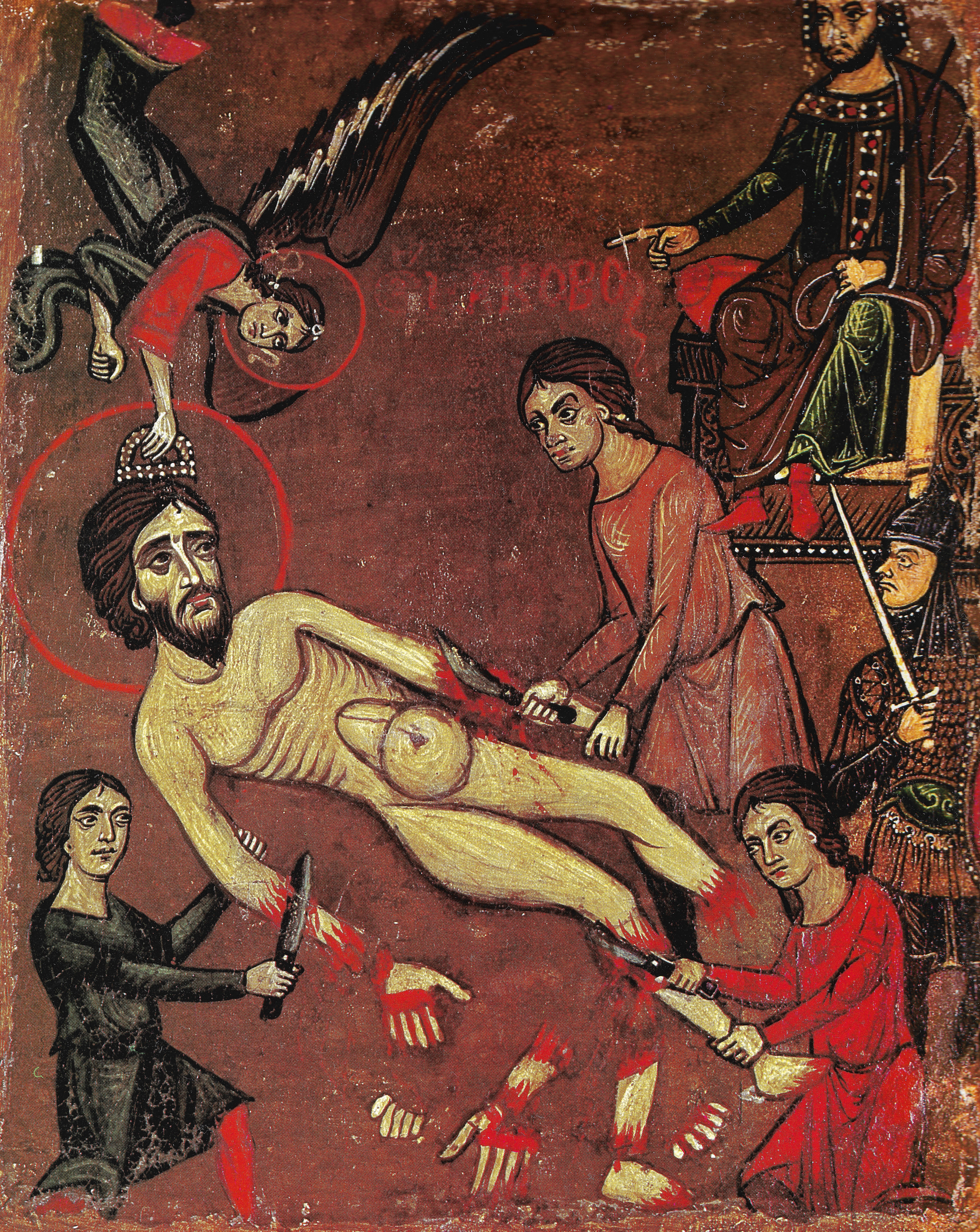

## مسجد الدير
الجدير بالذكر أن هناك مسجد صغير، قام الحاكم بأمر الله وهو أحد حكام مصر في الخلافة الفاطمية (909-1171) ببنائه داخل الدير حتى يحمي الدير من الهجمات التي كان يتعرض لها الدير من وقت لآخر، على أن البعض وخاصة من المستشرقين يفسرون ذلك على أنه شكل من أشكال فرض السيطرة الإسلامية في ذاك الوقت، كما قام نابليون بونابرت أثناء الحملة الفرنسية على مصر بتقوية السور الذي يبلغ ارتفاعه من 40-200 قدم - وتعليته وأقام دفاعات بعد شكاوى الرهبان من تعرض الدير لبعض الهجمات.

## وصلات خارجية
- موقع دير سانت كاترين